# Stadtmauer Köln

Fortifikatorische Entwicklung der Stadt Köln

Die Stadtmauer von Köln war eine in mehreren Bauphasen über Jahrhunderte errichtete Befestigung. Die erste wurde zwischen dem späten 1. und 3. Jahrhundert für die quadratische „Colonia Claudia Ara Agrippinensium“ der Römer angelegt. Eine weiträumigere, halbkreisförmige Befestigungslinie entstand im Mittelalter. Der letzte Ausbau war der Festungsring der Preußenzeit ab 1815, während die mittelalterliche Mauer ab 1881 bis auf geringe Reste niedergelegt wurde.

## Römische Stadtmauer
Die Chronologie und Baugeschichte der ersten antiken Kölner Stadtbefestigung ist unsicher. Tacitus erwähnt für das 1. Jahrhundert Befestigungen. Die Bauweise und Ausdehnung dieser Anlagen sind nicht bekannt. Nach archäologischen Ausgrabungen im Jahr 2008 wurden Schalbretter des Betonfundamentes der Ostseite auf 89 n. Chr. dendrochronologisch datiert.
Heute noch erhalten sind beachtliche Teile einer mehrphasigen römischen Steinmauer, die auf der Rheinseite demnach schon aus dem 1. Jahrhundert stammt, in gewichtigen Teilen aber wohl erst im 3. Jahrhundert fertiggestellt oder modifiziert worden ist.
Auf eine Bauphase im 3. Jahrhundert weist die später getilgte Inschrift der Kaiser Valerianus und Gallienus (253–260(?) und 253–268) vom Bogen des Nordtores westlich des heutigen Kölner Domes hin (heute im Römisch-Germanischen Museum).
Der Bauschmuck des sogenannten Römerturmes in der nordwestlichen Ecke der Stadt dürfte jedenfalls in seinem oberen Bereich ebenfalls in das 3. Jahrhundert gehören.

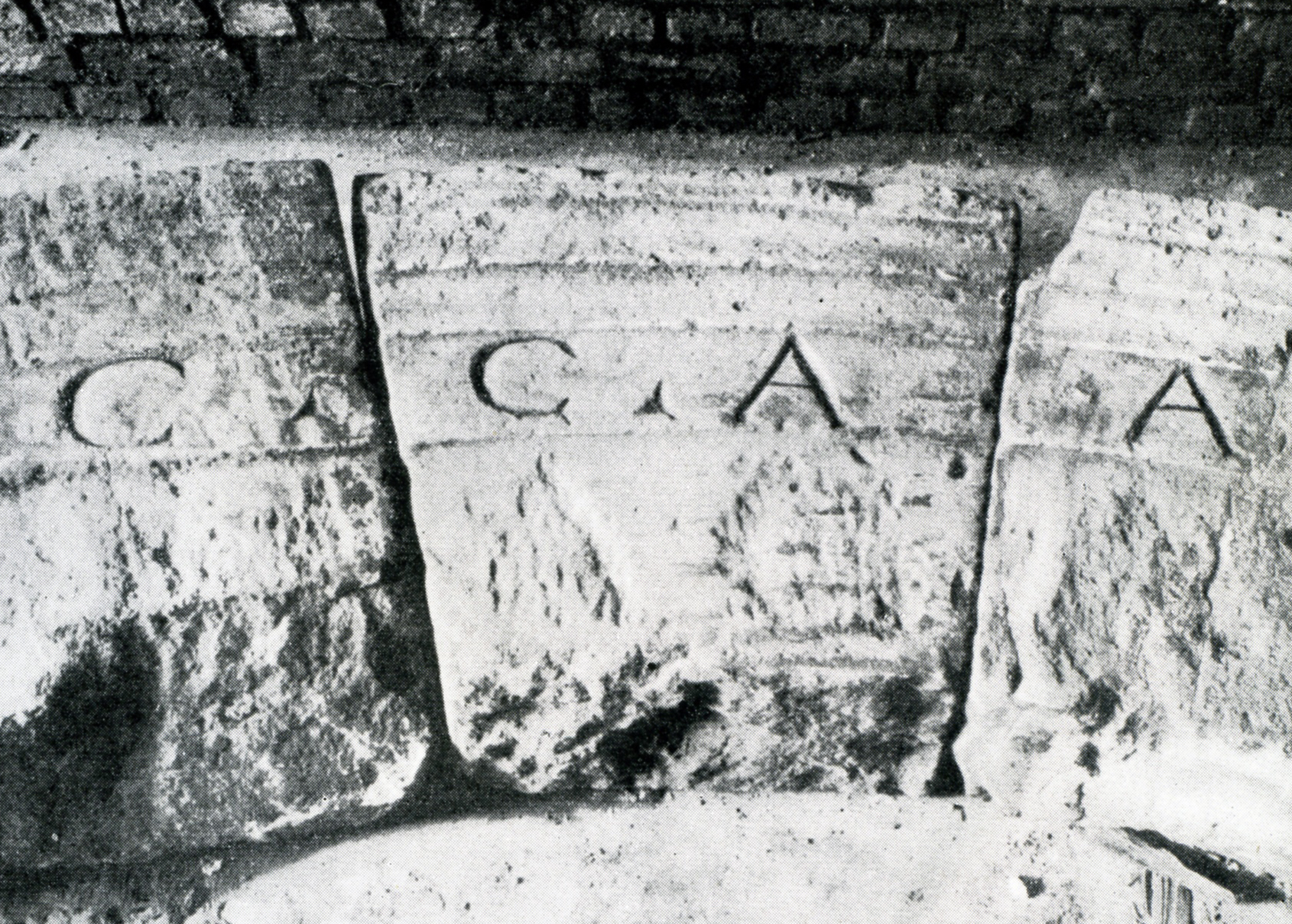
Inschrift über dem Nordtor der CCAA
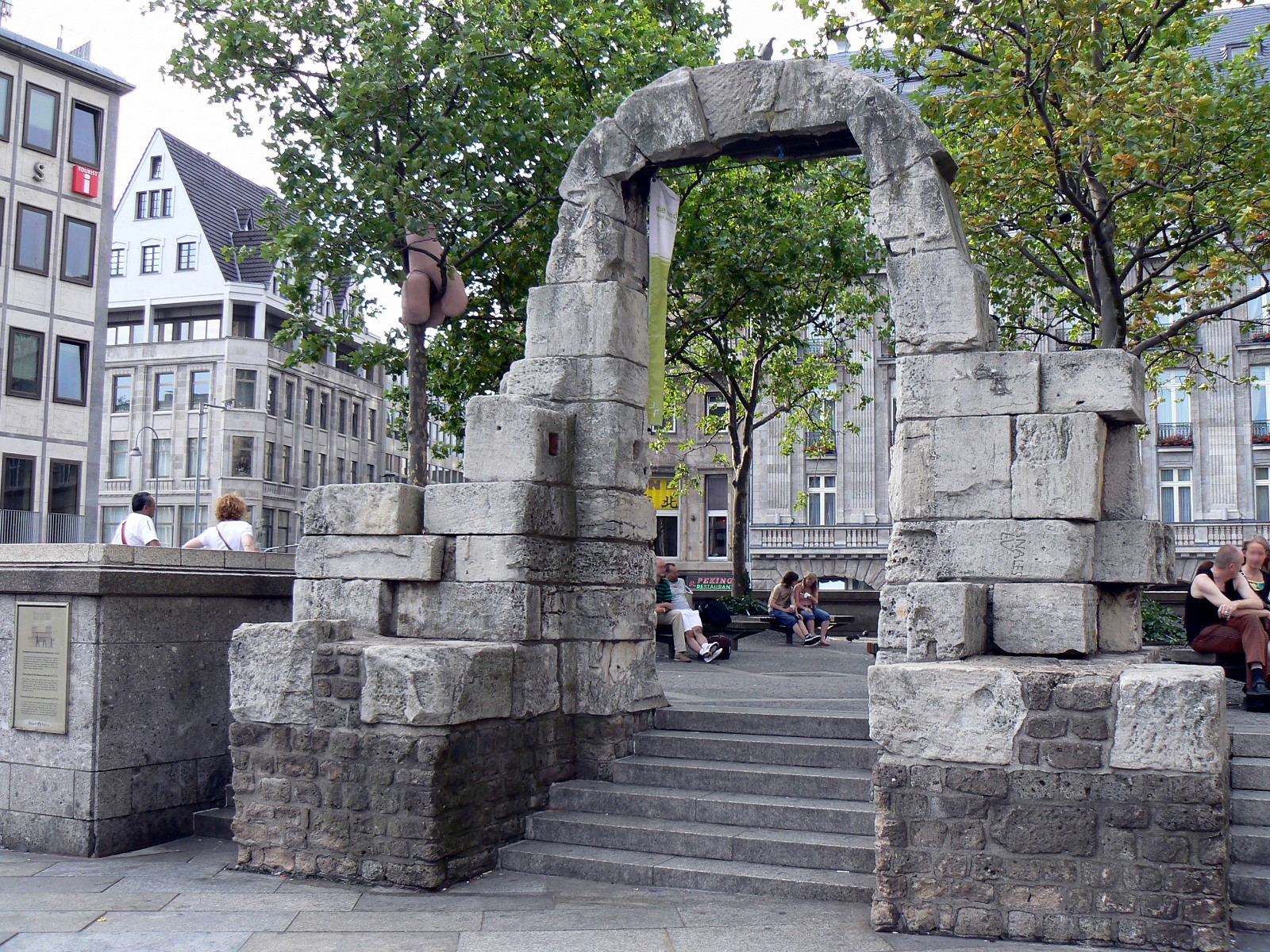
Wiederaufgebauter Seitendurchgang des römischen Nordtores
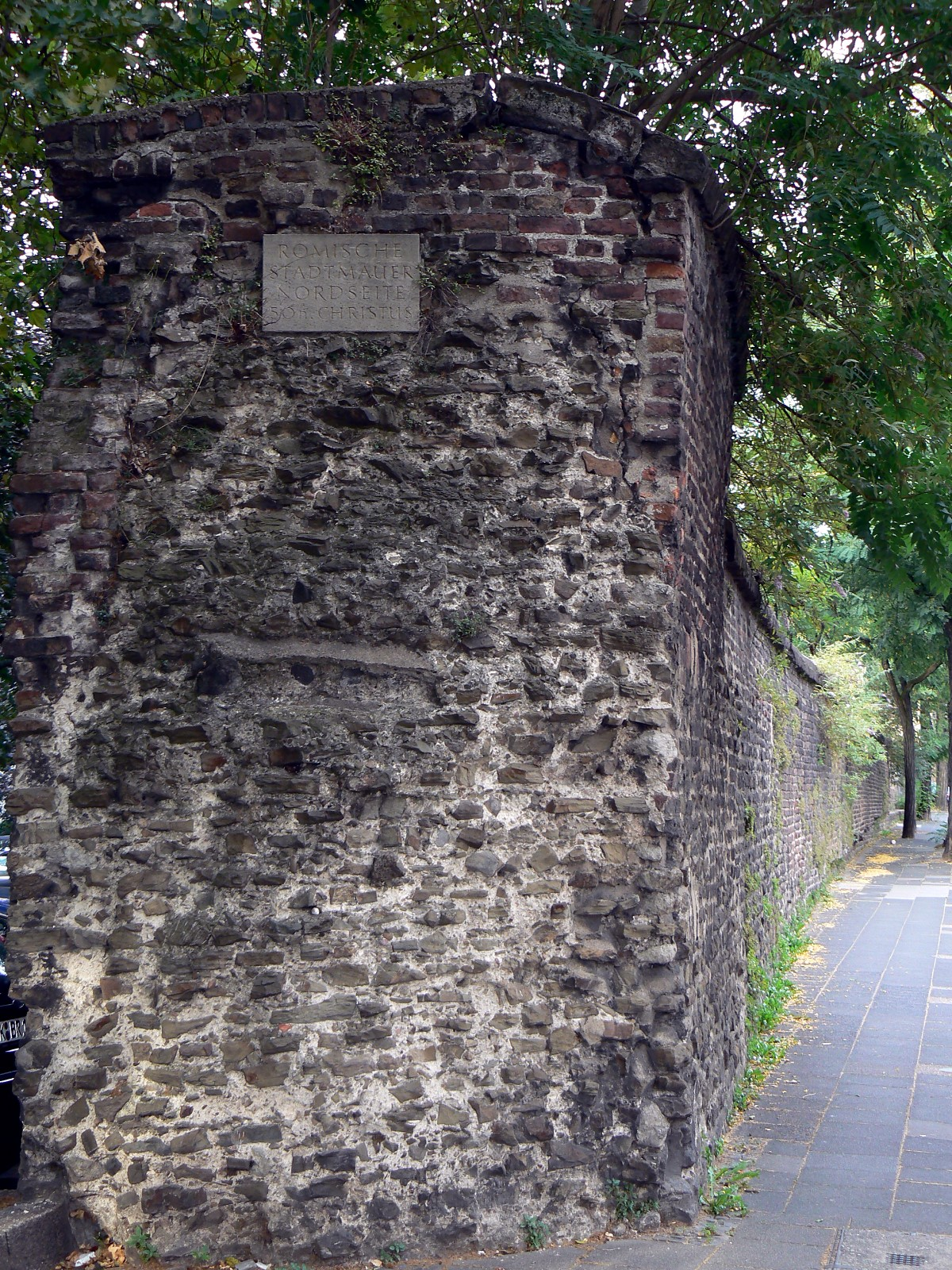
Reste der römischen Stadtmauer (Nordseite)
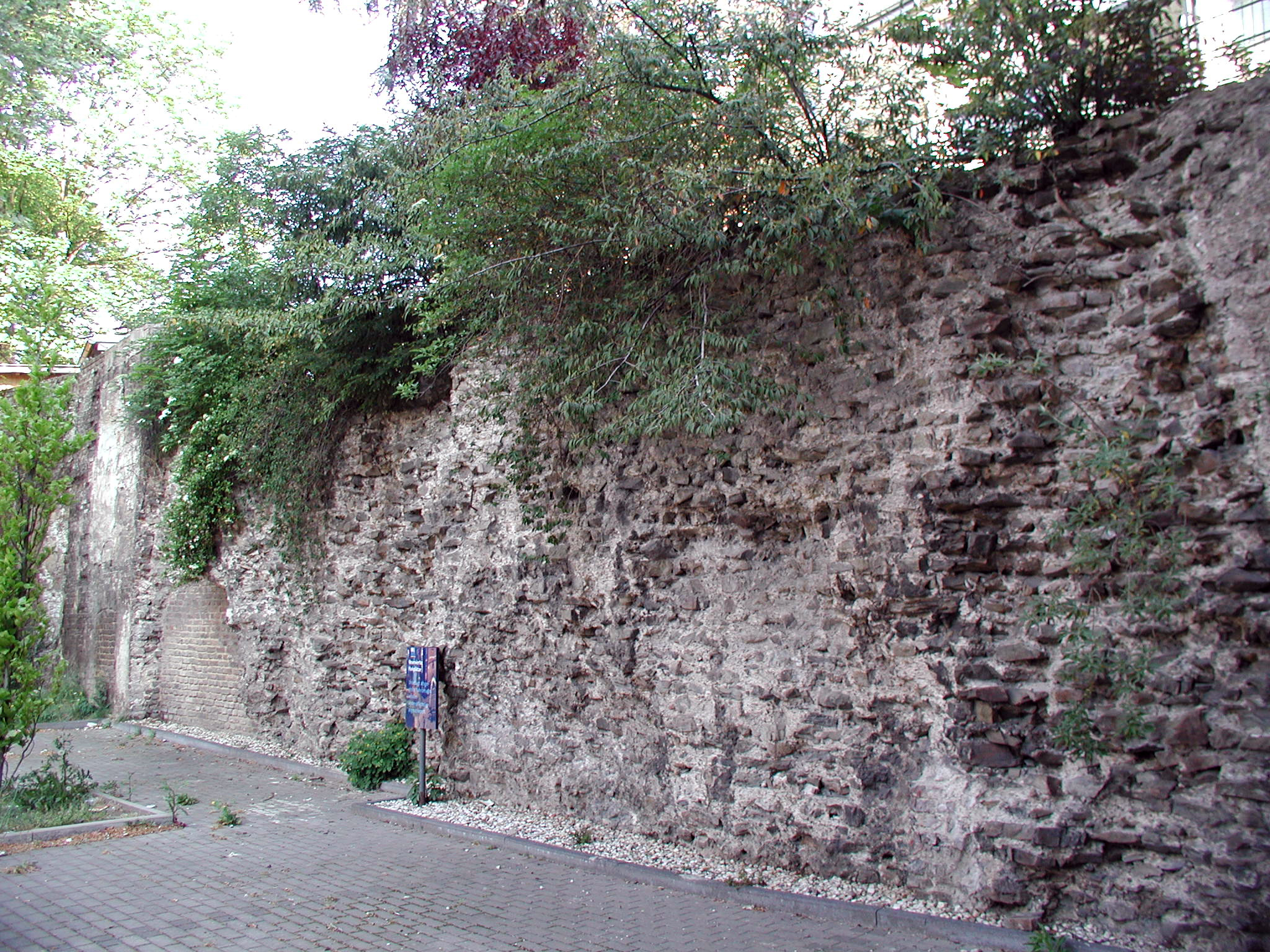
Römische Südmauer, Mühlenbach

### Schriftliche Quellenforschung und archäologische Bodendenkmalpflege
Die umfangreichen Bodenuntersuchungen, die anlässlich eines geplanten neuen Abwasserkanalnetzes ab den 1880er Jahren in Köln durchgeführt und 1890 abgeschlossen wurden, erbrachten der Wissenschaft eine Reihe neuer Erkenntnisse zur römischen Vergangenheit der Stadt. Die sorgfältigen Untersuchungen, die auch die erste Stadtbefestigung einschlossen, wurden unter der Leitung des Ingenieurs und späteren Stadtbaurates Carl Steuernagel (1848–1919) sowie seines Mitarbeiters Rudolf Schultze (1854–1935), der dann zum Bonner Stadtbaumeister avancierte, vorgenommen und 1895 in den Bonner Jahrbüchern veröffentlicht. Neben den Schriften Stephan Brölmanns, Ennens, Keussens und anderer Forscher bezog sich Clemen in seiner Publikation zum römischen Köln vor allem auf die Forschungsergebnisse von Schultze und Steuernagel, die noch heute die Basis archäologischer Bodendenkmalpflege in Köln sind.

### Seitenlängen und Mauerverlauf

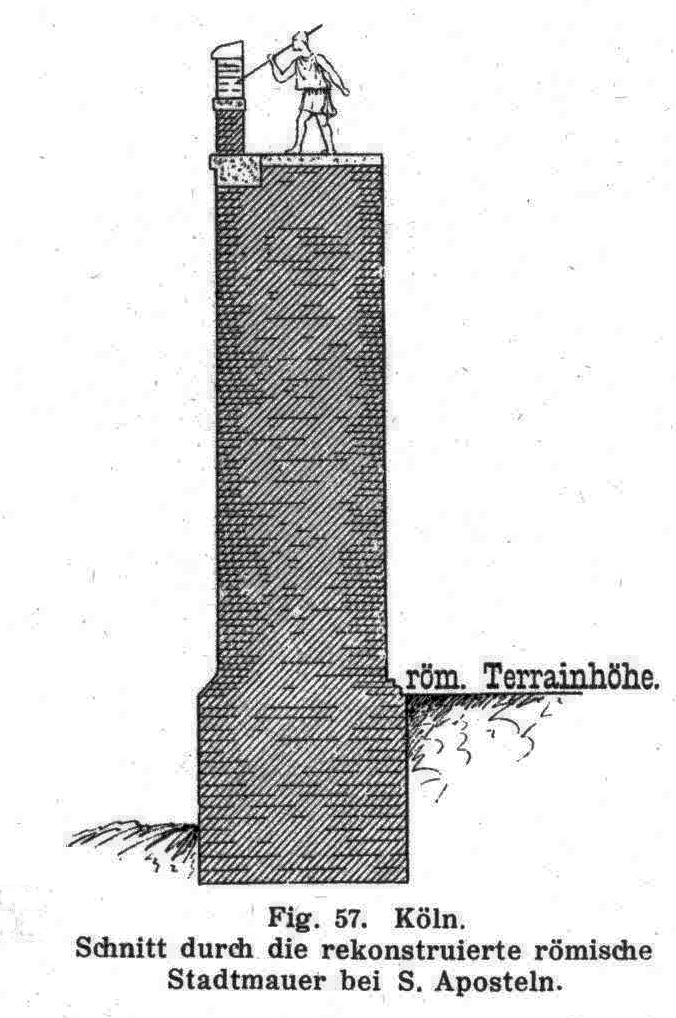
Rekonstruktion des Mauerquerschnittes bei St. Aposteln

Die römische Stadtmauer umschloss als ein mit Toren und Türmen ausgestattetes Bauwerk ein sich den natürlichen Geländeformen anpassendes, unregelmäßiges Viereck, welches sich der Form eines Quadrates annäherte.
Die jeweilige Seitenlängen und der Mauerverlauf mit den Ortsangaben in Paul Clemen von 1906:
Westmauer mit 1179,90 m
Beginnend an der Straße „Alte Mauer am Bach“ in einem leichten Bogen hinter der östlichen Häuserreihe des Mauritiussteinweges, dann über die Westseite der Clemensstraße, weiter über die Straße „Am Laach“ und entlang der Chorapsis von St. Aposteln, weiter durch die Gertrudenstraße und im Bogen hinter den östlichen Häusern der St. Apern Straße hin zum Römerturm.
Nordmauer mit 948,90 m
Vom Römerturm in gerader Richtung nach Osten zum Turm an der Straße Berlich, von dort geringfügig nördlich an der Nordseite der Burgmauer entlang, überquerte an deren Ende die Straße Domkloster und zog sich unter der nördlichen Seitenmauer des Domes her bis zum Pfeiler IV des Eisenbahnviaduktes.
Ostmauer mit 881,70 m
Die Ostmauer verlief in gerader Linie von dem Pfeiler IV an der Trankgasse in südlicher Richtung, östlich entlang der Straße „Unter Taschenmacher“, Bürgerstraße und Judengasse, dort unter dem Rathaus her bis zur Einmündung der Straße „Obenmarspforten“, dann etwas östlich entlang der Ostseite der Martinstraße („bovenmauren“), bis kurz vor dem östlichen Ende der Straße Mühlenbach.
Südmauer mit 903,30 m
Die Südmauer verlief westwärts entlang des aus Hürth kommenden Duffesbaches unterhalb der nördlichen Häuserreihe der Straßen Mühlen- und Blaubach und hinter der Bachemstraße weiter westlich, auf der Südseite der Straße „Alte Mauer am Bach“ bis zum Eckturm an der Straße Griechenpforte.

### Türme und Tore der Römermauer

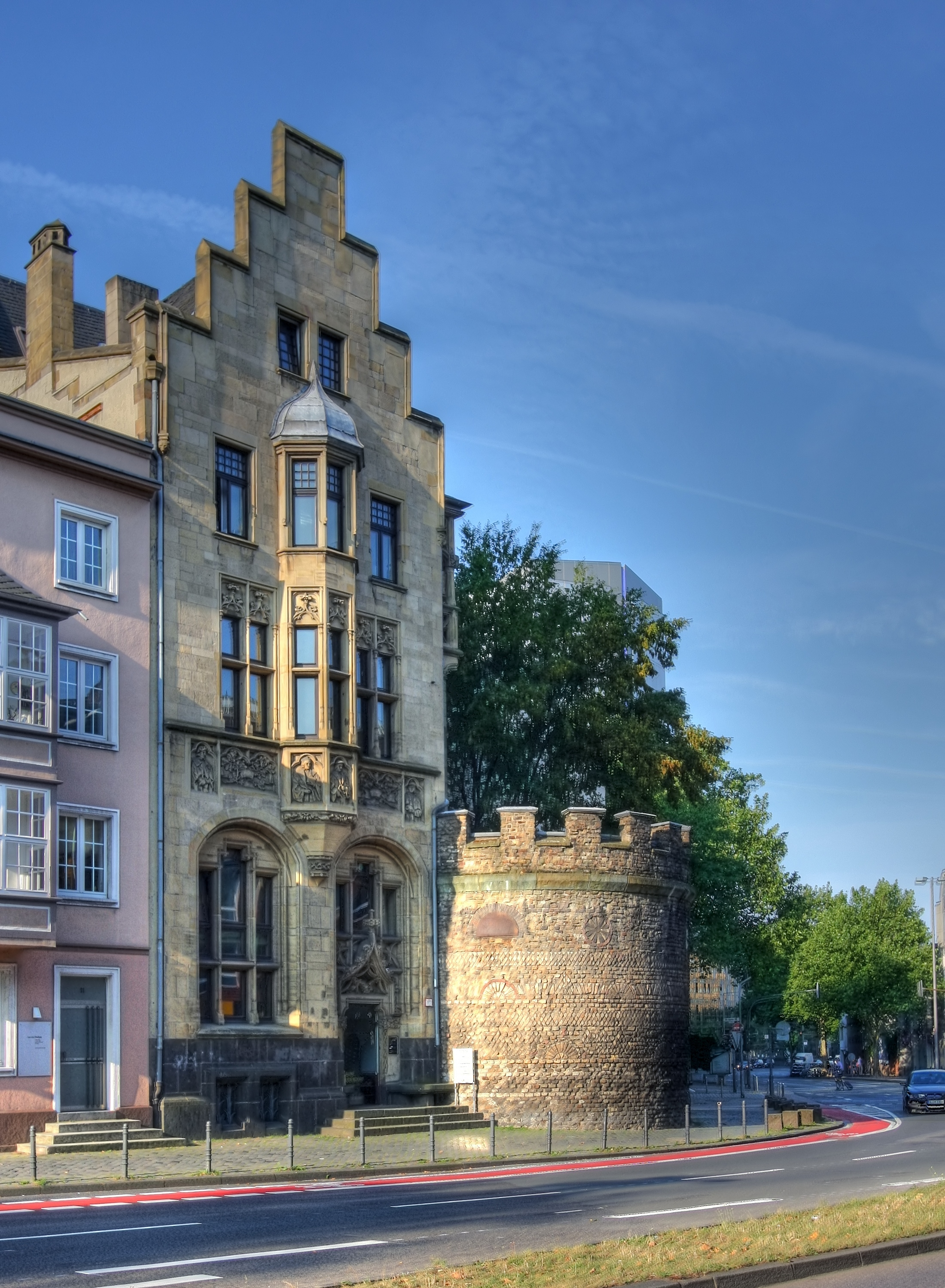
Römerturm

Dem Wissensstand der Forschung zum Beginn des 20. Jahrhunderts entsprechend, wurden in Paul Clemens veröffentlichtem Werk „Das römische Köln“ die 19 festgestellten Türme an den drei Landseiten der Römermauer beschrieben. Die in römischer Zeit generell als Wehrtürme dienenden Bauten (auch als Rondelle erwähnt) hatten diese Funktion noch im frühen Mittelalter und wurden in Köln als „wichus oder wighus“ (propugnaculum), gleich Kampfhaus bezeichnet. Die Türme verloren mit den Stadterweiterungen ihre ursprüngliche Schutzfunktion und wurden fortan allen möglichen Zwecken zugeführt. Sie dienten Mühlen als Unterbau, waren Latrinen, kleine klösterliche Behausungen, dienten auch als Kapelle oder wurden zu Wohnzwecken umgebaut.
Türme und Tore der Nordseite
1. Der Eckturm der Nordostseite befand sich am Chor des späteren Domes (westlich der 1817 niedergelegten Stiftskirche St. Maria ad gradus) gegenüber der Trankgasse. Er wurde erstmals 1247 und nochmals 1261 als Bibliothek des Domstifts dienend erwähnt und war noch in den 1850er Jahren zum Teil oberirdisch erhalten. Erst durch den Bau des Kapitelsaales verschwand sein Restmauerwerk.[4][3]
2. Der nächste Turm stand zwischen dem 2. und 3. Pfeiler des Strebewerks an der Nordseite des Domlanghauses, dessen Fundamentierung später die Zerstörung seiner südlichen Hälfte zur Folge hatte. Der Restturm war noch am Anfang des 20. Jahrhunderts in geringer Höhe über dem Boden erhalten.[3]
3. Westlich des Nordtores, der „Porta clericorum“ oder auch Pfaffenpforte genannt, führte die Mauer zum ersten Turm auf der Burgmauer, auf dem im 12. Jahrhundert eine Windmühle erwähnt wurde. Um 1300 hatte er diese Funktion offenbar verloren und wurde „dat rode Wichus“ genannt,[5] dessen neue Nutzung laut Schrein Niederich als „ab hospitali St. Andreae“ angegeben wurde. 1324 erschien der Turm im Allgemeinen als Wichhaus des Domes oder „zum alten Dom“ (nach dem Hildebold-Dom). Der Turm überdauerte die Zeit und wurde am Anfang des 20. Jahrhunderts in ein Wohnhaus umgebaut und war zu dieser Zeit, zur Hälfte in die Straße vorspringend, an der Feldseite noch 4,70 m hoch über seinem Sockel erhalten vorhanden.[6]

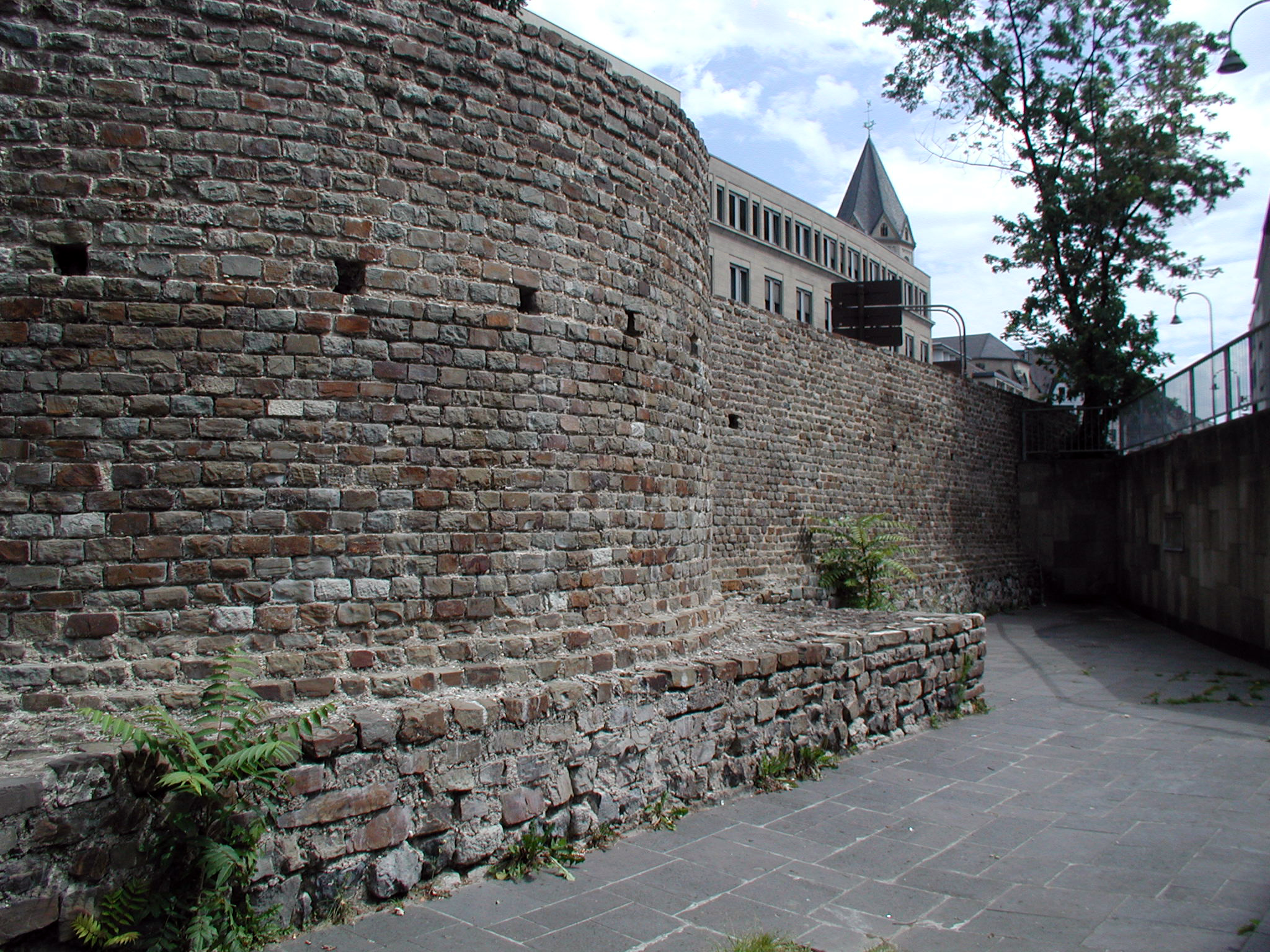
Reste des „Lysolphturmes“

1. Der Turm hinter den Häusern Komödienstraße 69 und 71 wurde im 13. Jahrhundert ebenfalls als das „Roitwichus“ oder „roede wichuss“ bezeichnet. Er ist auf Arnold Mercators Stadtplan noch als Turm erkennbar, wurde 1581 als baufällig bezeichnet (Schreinsbuch Kolumba Berlici) und bald auf Geländehöhe niedergelegt. Im Mai 1904 wurden beim Abbruch einer Reihe Häuser auf der Burgmauer und Komödienstraße von neuem zu Tage getretene Reste der alten römischen Befestigung fast ganz entfernt.[3] Bis heute erhalten blieben in diesem Abschnitt der restaurierte Stumpf des nach einem Bewohner benannten „Lysolphturmes“ sowie Mauerstücke entlang der südlichen Straßenseite in Richtung Trankgasse.
2. Der Torturm am Appellhofplatz gilt als frühes Nebentor des Nordtores, der möglicherweise eine Straßenführung in Richtung der heutigen Subbelrather Straße eröffnete. Als Tor verlor das Bauwerk aber schon zum Ende der Römerzeit seine Bedeutung.[3] Es wurde 1292 als „Aldenwichus“ bezeichnet und war zum Beginn des 14. Jahrhunderts im Besitze des Heinrich vom Cusin, der ihn 1316 zur Aufnahme von zwei Beginen bestimmte. Aus dieser ersten „Zelle“ im Turm entstand 1334 das Kloster zur Zelle,[7] das um 1828 beim Bau des noch heute erhaltenen Justizgebäudes niedergelegt wurde.[3]
3. Der Turm hinter der späteren Hauptwache (heutiges Kölnisches Stadtmuseum), wurde 1246 als „propugnaculum Judeorum“ oder „Judenwichhus“ bezeichnet. Die Benennung bezog sich auf die benachbarte, 1106 entstandene Judenpforte, die den Bewohnern des Kölner Judenviertels zur Verteidigung zugewiesen worden war.[8] Der Turm wurde 1331 ebenfalls zur Klause und später Bestandteil eines Nonnenklosters, dessen schon aus früherer Zeit herrührende Kapelle zum heiligen Vincentius und der heiligen Maria von Ägypten in dem Turm lag.[9] Der Turm gelangte nach der Aufhebung des Klosters 1808 in Privatbesitz und wurde 1837 von der Militärbehörde angekauft, die ihn dann niedergelegte. Turmreste wurden später von Rudolf Schultze und Carl Steuernagel aufgefunden, die diese untersuchten und dokumentierten.[3]
4. Der Turm am Berlich,[5] der vor 1265 von dem Grafen Wilhelm von Holland dem Richolf Parfuse zu Lehen gegeben worden war,[10] befand sich 1265 im Besitze der Grafen von Jülich.[11] Seit 1304 war er östlicher Turm des Klarissenklosters Sankt Clara und ging nach dessen Aufhebung seit 1806 in wechselndem Privatbesitz. Noch Fuchs beschrieb ihn als „fast in seiner ganzen ursprünglichen Form erhalten“ und vermerkte seinen Abbruch in den 1840er Jahren, der zur Verbreiterung der Straße Berlich erfolgte.
5. Der heutige Römerturm, ehemals der Nordwestturm der Stadt, wurde im Mittelalter auch „Clarenturm“ genannt, da er gleich dem vorhergehenden zur Mauer des Klarenkloster gehörte. Er wurde wie der Turm „ab hospitali St. Andreae“ bis zur Aufhebung desselben als Latrine verwandt und gelangte seit 1806 in wechselndem Privatbesitz. Er wurde 1833 mit einem den historischen Gegebenheiten nicht entsprechendem Aufbau versehen und 1873 von der Stadt Köln für 19.000 Taler angekauft. Der so vor der geplanten Niederlegung bewahrte Turm wurde restauriert und ist heute der einzige erhaltene „Römerturm“ der Stadt.[3]

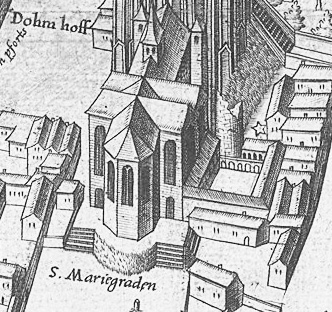
Turm der Nordostecke
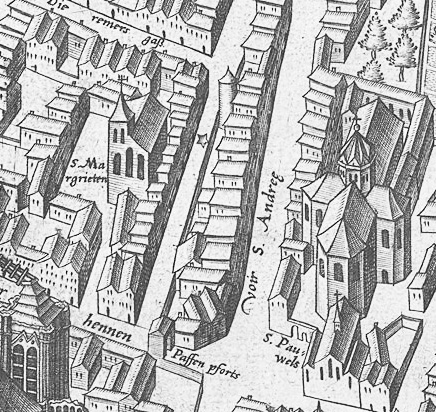
Nordtor und östlichster Turm der Burgmauer
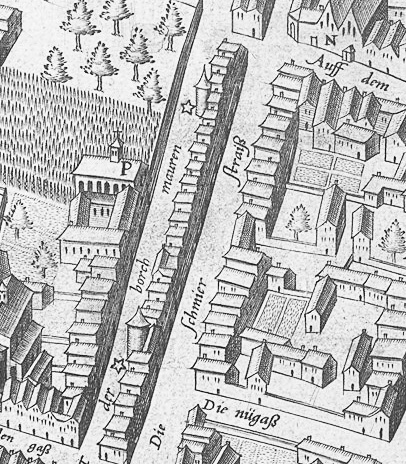
Mittlere Türme der Burgmauer
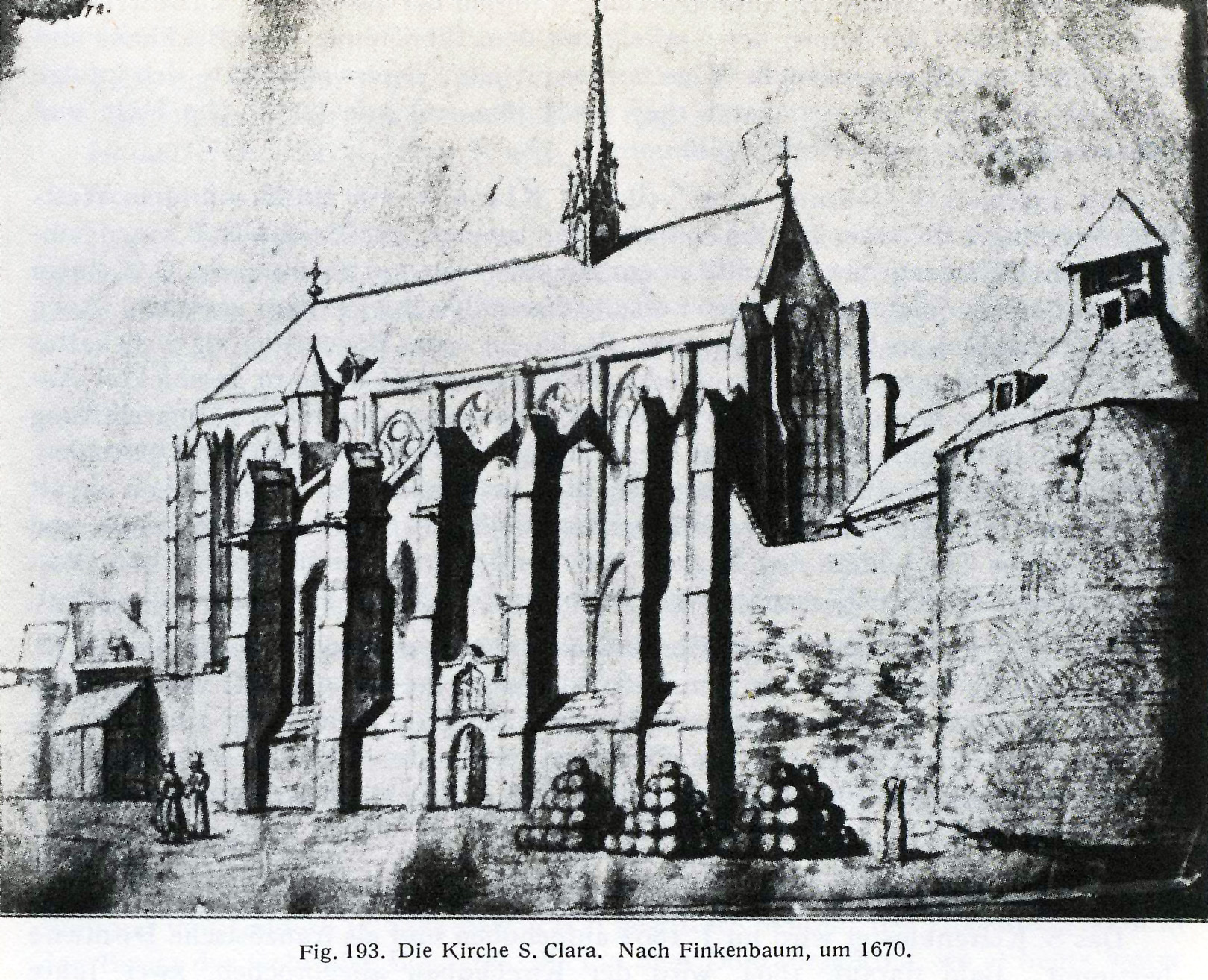
Nordwestturm nach Justus Vinckenboon um 1660–1670

Türme und Tore der Westseite

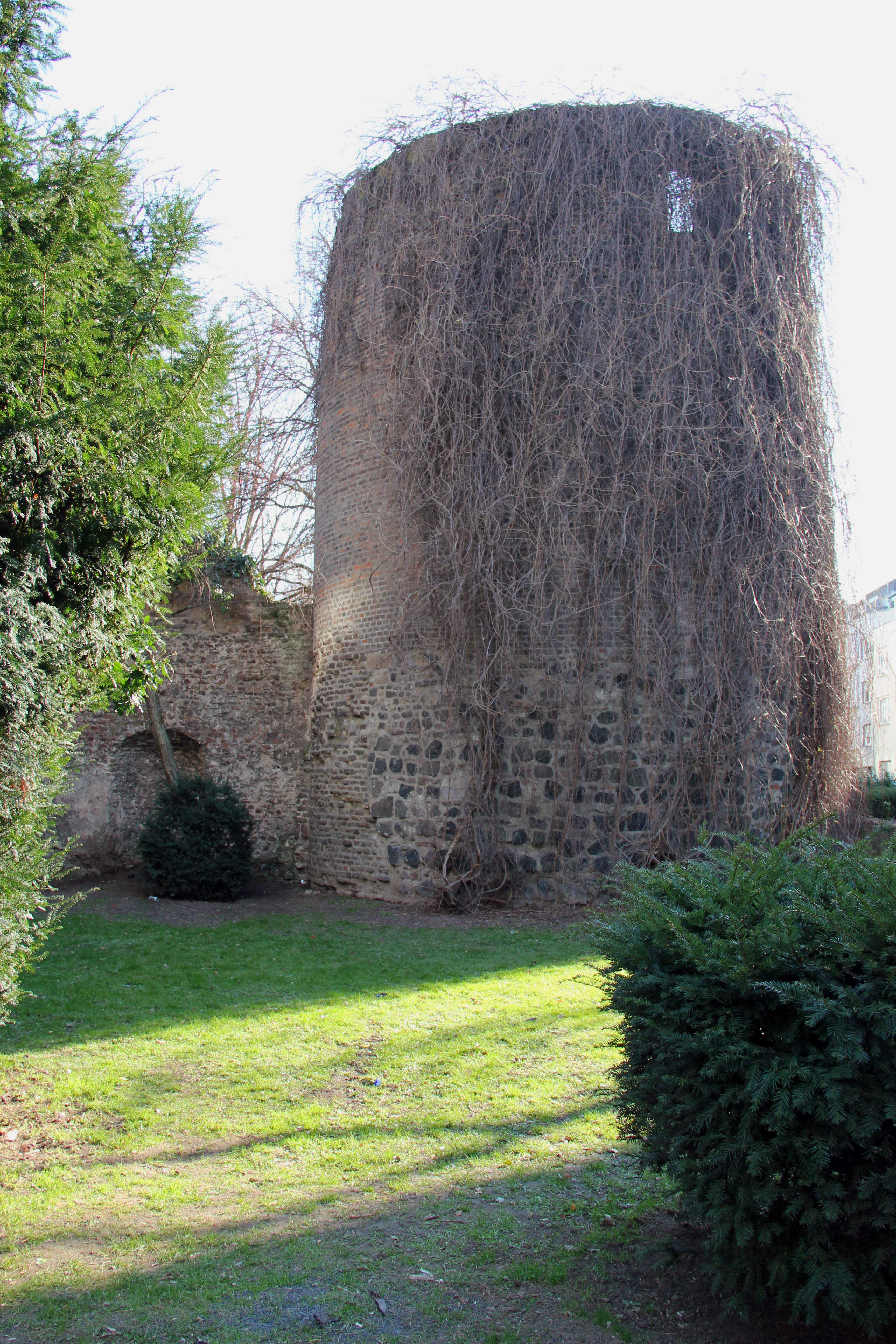
Helenenturm

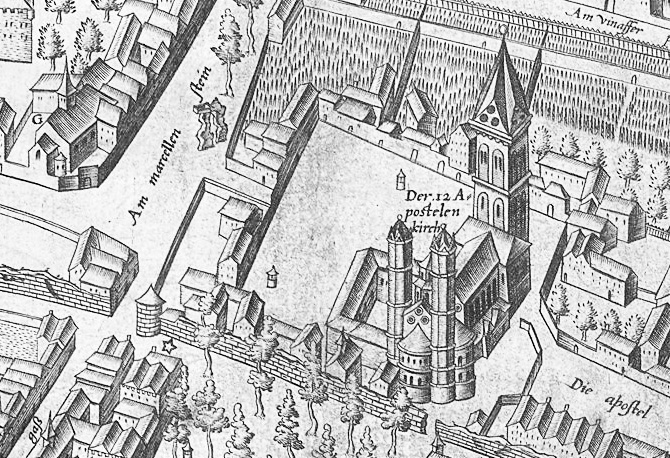
Römermauer von St. Aposteln bis Marsilstein

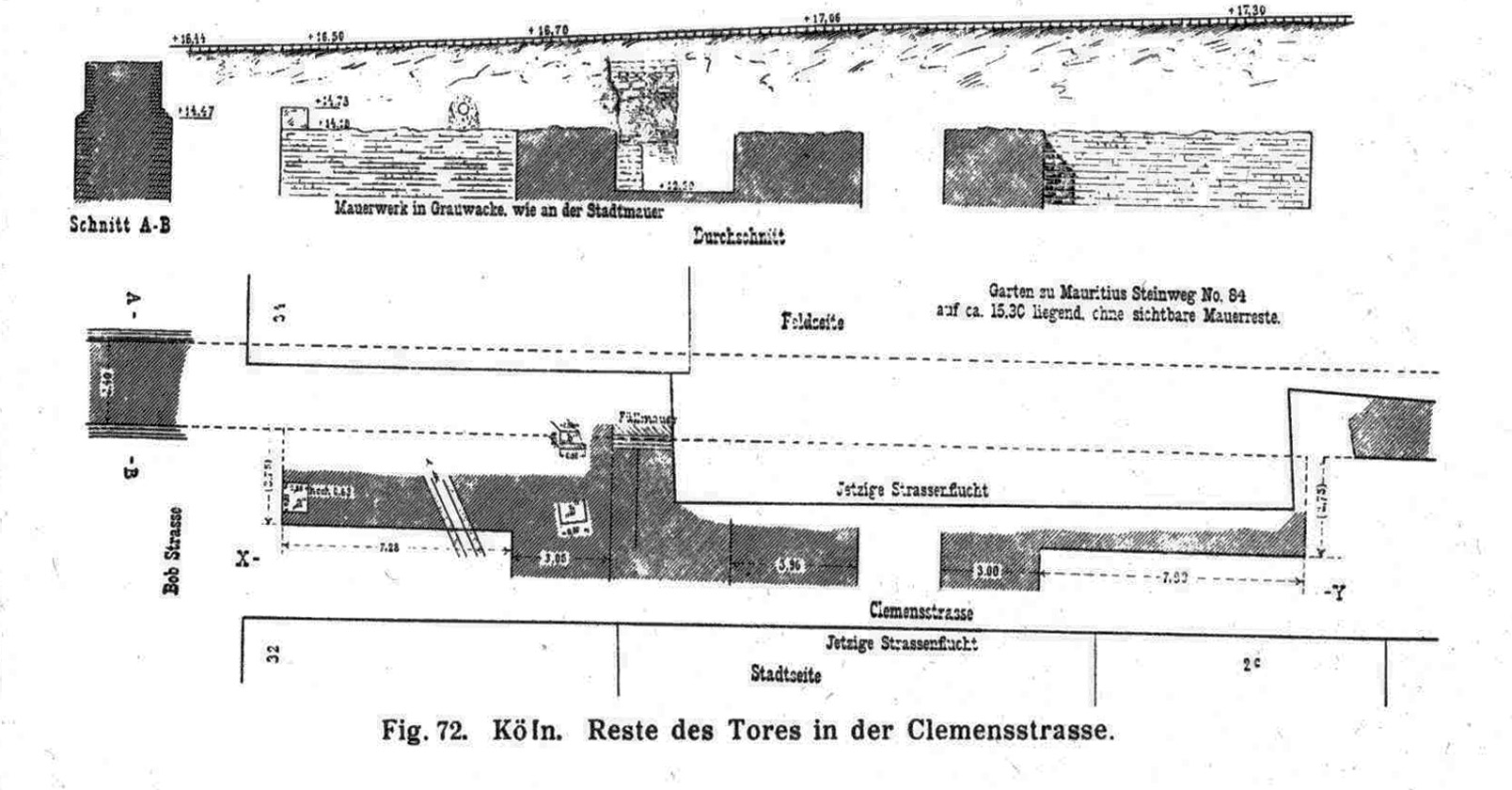
Reste des Südwesttores an der Clemensstraße

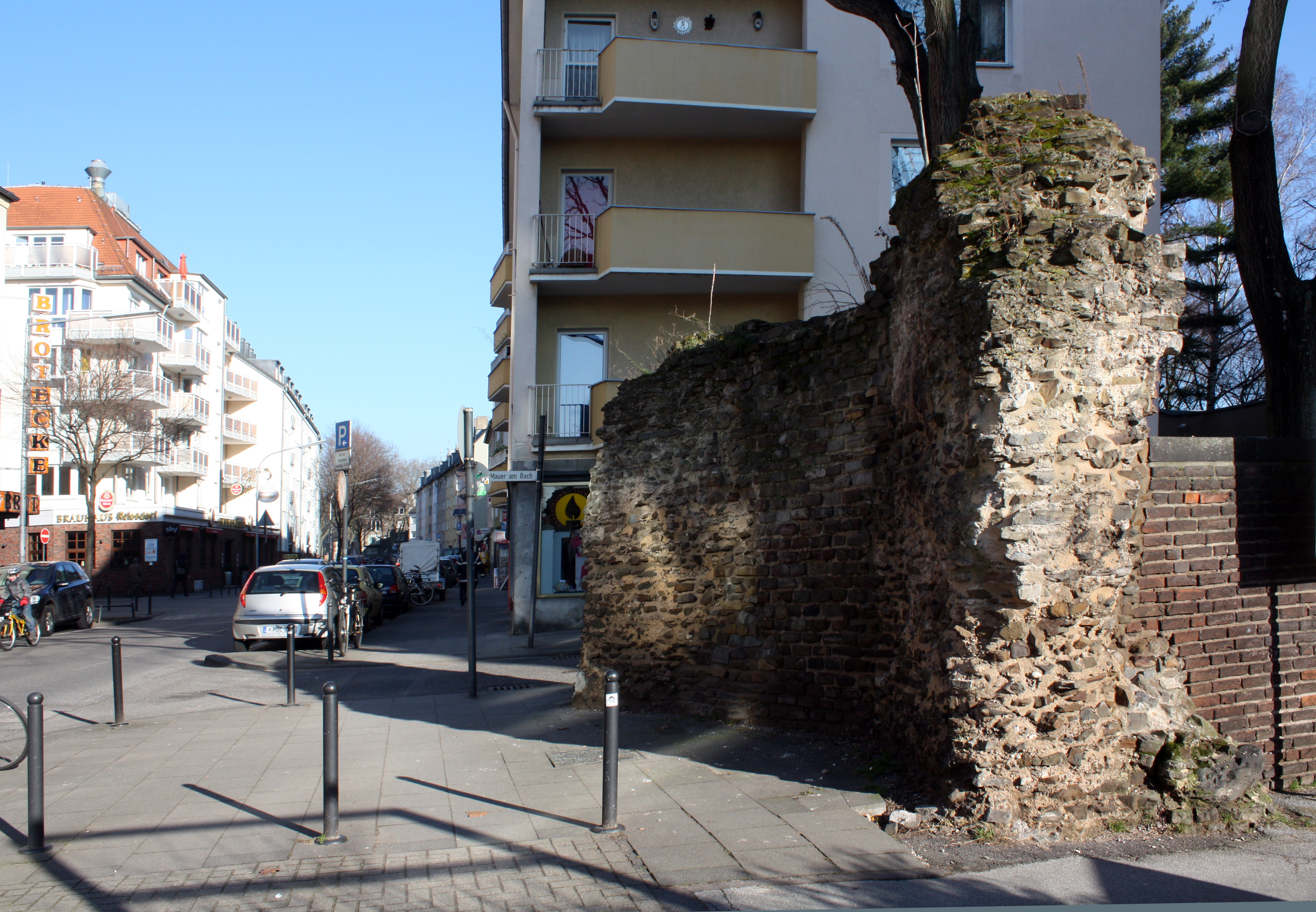
Heutiger Rest des römischen Südwestturmes

1. Der sich dem nordwestlichen Eckturm in südwestlicher Richtung anschließende Wehrturm ist der noch heute als Halbturm erhaltene, so genannte Helenenturm am westlichen Ende der gleichnamigen Straße.
2. Wie der Helenenturm war auch der nächste an der St.-Apern-Straße (im Mittelalter „Hinder Sankt Claren“) folgende Turm (letzterer nicht mehr erhalten) stark überbaut und verfallen, sodass beide Bauwerke erst in den letzten Jahrzehnten des 19. Jahrhunderts nach ihrer Freilegung bekannt wurden.[3] Die Mauer führte nun zur „porta honoris“, dem ältesten Ehrentor (das „Alte oder mittlere Ehrentor“ befand sich später in der Höhe Brinkgasse und Ehrenstraße), an dem die Breite Straße, die Gertruden- und Apostelnstraße, sowie die Ehrenstraße mit der St.-Apern-Straße zusammenliefen. Die Ehrenstraße war nach Keussen Namensgeber der Ehrenpforte und des späteren Ehrentores. Er kritisiert in seinen Ausführungen die gelegentlich aufgekommene und missverständliche Bezeichnung „erea porta“ (ehernes oder Erztor) als eine ungeschickte Latinisierung der deutschen Benennung des Tores.[12]
3. Der römische Turm am Ende der Breite Straße erschien schon nicht mehr auf Mercators Zeichnung von 1570/71, doch lässt ein Schreinseintrag annehmen, dass er zu einer Mühle wurde. Ein Haus an dieser Position wurde im Jahr 1588 „zu der Windmullen“ genannt.[13]
4. Der in der Gertrudenstraße 7 folgende Wehrturm der Mauer soll bereits im 16. Jahrhundert eine Ruine gewesen sein, war jedoch noch 1895 vier bis fünf Meter über dem Straßenniveau erhalten und wurde bald darauf niedergelegt. Hier folgte im weiteren Verlauf des Mauerzuges das zweite römische Tor der Westseite, das nur wenige Meter südlich des Chores der späteren Apostelkirche Westtor. Dass der Vorgängerbau der heutigen Hahnentorburg noch im 10. Jahrhundert genutzt wurde, ergab sich aus einer Darstellung des späteren Trierer Erzbischofs Ruotger. Dieser berichtete von einem Leichenzug des 965 in Reims verstorbenen Erzbischof Brun, der wohl über die mittelalterliche bei Mercator „Antorfer Straße“ (heutige Aachener Straße) kommend, durch das Stadttor in Köln einzog.[14]
5. Der Turm im Laach 5 a erscheint auf Mercators Stadtansicht noch in voller Größe und wurde auch in Brölmans Schriften vom Anfang des 17. Jahrhunderts als gut erhalten bezeichnet. Er wurde im Sommer 1874 niedergelegt, ohne dass das Bauwerk in irgendeiner Form dokumentiert wurde.[15]
6. Der nächste Turm befand sich auf dem von Rebflächen bestandenen Gelände (eine Mitgift von Brölmans Frau) des Brölmanschen Grundstücks am Mauritiussteinweg 36. Er war, ähnlich wie ein in gleicher Art durch seinen Zeitgenossen Hermann von Weinsberg genutzter Turm an der Südmauer, um die Wende zum 17. Jahrhundert zum Studiensitz des Forschers geworden. Der Turm wurde zu unbekannter Zeit niedergelegt, seine Überreste wurden 1880 in einer Tiefe von 2 m unter dem Gartenterrain wiederentdeckt.[3] Diesem Turm folgte im weiteren Mauerverlauf ein südwestliches Tor, das sich etwa an der heutigen Ecke Clemens- und Bobstraße befand. An diesem Tor begann die heute als Römerstraße Trier–Köln bezeichnete Heerstraße, die auf direktem Weg in der heutigen Flucht der seit dem frühen Mittelalter bekannten Vorstadtstraßen Huhnsgasse, Weyerstraße und Zülpicher Straße, der jetzigen Luxemburger Straße ihren Weg als Fernstraße nahm. Das Südwesttor an der Einmündung zum alten „Steinweg“ verlor seine ehemalige Funktion, als die ihm gegenüber liegenden Ländereien durch die Gründung eines neuen Klosters der Benediktiner des Stiftes St. Pantaleon (später noch der Bau der dem Kloster anliegenden Kirche St. Mauritius), bebaut wurden und den Weg versperrten. Das antike Tor fand seinen Ersatz als Zu- und Ausgang der Südweststadt in dem wahrscheinlich im 10. oder 11. Jahrhundert gebrochenen neuen Tordurchgang Griechenpforte, die nun diese Aufgaben übernahm. Die Existenz des antiken Tores, seine Ortslage und seine Bedeutung als Beginn einer römischen Fernstraße, belegen dokumentierte Grabungen des ausgehenden 19. Jahrhunderts, sowie ein 1903 geborgener römischer Meilenstein an der Luxemburger-, Höhe Greinstraße, der mit seiner Inschrift auf dieses Tor verwies.[3] An der heutigen Ecke Hohe Pforte und Mühlenbach stand das gleichnamige Südtor, wo die Militärstraße von Mainz nach Xanten die Stadt erreichte und sie als „cardo maximus“ nach Norden zur Pfaffenpforte durchlief.
7. Der Turm an der Südwestecke der Stadt neben der in späterer Zeit geschaffenen Griechenpforte wurde im Mittelalter als Rondell neben der Pforte bezeichnet. Der Turmrest besaß bereits um die Mitte des 19. Jahrhunderts nur noch eine Höhe von etwa 3 m über dem Boden, die sich bis heute erhalten hat. Seine westliche Hälfte wurde beim Bau des Hauses an der „Griechenpforte“ 8 niedergelegt.[3] Der bis zu den Zerstörungen des Zweiten Weltkrieges in die dortige Bebauung einbezogene Turmrest steht heute frei.

### Weiterentwicklung
Möglicherweise schon sehr früh und nicht erst im 10. Jahrhundert, wie in der älteren historischen Forschung oft genannt, bezog man das 25 ha große Gebiet der ehemaligen Rheininsel, auf der sich heute das Martinsviertel erstreckt, durch den Bau von Wall und Graben an Nord- und Südseite in das Stadtgebiet ein. Der ehemalige Rheinarm im Bereich des heutigen Heumarkt/Altermarkt verlandete bereits im 2./3. Jahrhundert und wurde dann aufgefüllt. Diese Ergebnisse sind seit den Ausgrabungen im Bereich der Philharmonie und zuletzt 1996 bis 1998 auf dem Heumarkt gesichert.
Die Bauabschnitte der römischen Stadtmauer Kölns sind ein zu bearbeitendes Forschungsfeld der rheinischen Archäologie.
Im Herbst 2017 wurde ein Förderverein zur Restaurierung der römischen Stadtmauer gegründet.

## Mittelalterliche Befestigungen

### 1. Stadterweiterung von 950
Wahrscheinlich schon vor 950 war das 25 ha große Gebiet der ehemaligen Rheininsel, auf der sich heute das Martinsviertel erstreckt, bebautes Vorstadtgebiet. Das bereits im 2. Jahrhundert verlandete Gelände wurde in karolingischer Zeit zwischen der römischen Mauer und einer vorgelagerten Rheininsel durch Aufschüttungen befestigt und gegen den Strom durch Kaianlagen abgesichert. In der Zeit um 800 entstand auf diesem Gelände eine erste flächendeckende und dauerhafte Bebauung.
Erst gegen 950/60 wurde die östliche Römermauer, die bereits an einigen Stellen Durchbrüche erhalten hatte, als Schutzmauer obsolet, indem die in westöstliche Richtung führenden Nord- und Südflanken der Stadtmauer zum Rhein hin mit Wällen und Gräben befestigt worden waren. An der Südseite der Stadt mündete der vom Hang der Ville kommende Bach in den Rhein. Sein Endverlauf, der Filzengraben, ist eine noch heute existierende Straße, die in den Quellen 948 als ausgebauter Stadtgraben bezeichnet wurde. Dieser südliche Stadtgraben endete am Rhein bei einem angelegten Bollwerk, welches zu dieser Zeit von seinen Ausmaßen her einen der Haupttürme der Stadt besaß. Die Befestigung befand sich 1156/57 mit allem Zubehör im Besitz des limburgischen Klosters St. Troud, dem auch die Verteidigungspflicht dieses Abschnittes am Ufer oblag. 1171 wurde der Turm durch den Orden von den Grundmauern aus wegen Baufälligkeit neu errichtet und gelangte im Jahr 1177 als Lehen an Heinrich Saphir, worauf der Turm in der Folge den Namen Saphirturm trug. Später wurde der Turm an Hildeger und Heinrich Hardefust gegeben und weiter vererbt. Reste des Bauwerks waren noch vor dem Zweiten Weltkrieg erhalten und wurden als Tonnengewölbe aus Ziegelstein unter dem Gebäude des Grundstücks „Rheinberg“ 3, der „Weingroßhandlung Duhr“ angegeben. Der Keller hatte die Maße von 8,30 × 7,10 Metern, den Wände aus Basaltsteinmauerwerk umfassten, die wahrscheinlich aus der Erbauungszeit stammten. Als der Turm später westlich hinter der dann erbauten Rheinmauer lag, hatte er seine anfängliche Bedeutung als Befestigung verloren.
Die nördliche Verlängerung der Römermauer bildete der zum Rhein hin gelegene, neben der Trankgasse verlaufende Schutzgraben. Dies war einer Schreinsbucheintragung vom Ende des 12. Jahrhunderts zu entnehmen, nach der sich neben der dort befindlichen Propstei von St. Maria ad Gradus eine Brücke „secus Rhenum“ befand. Zum weiteren Schutz dieses Abschnittes befand sich an der Nordseite des Grabens ein Wall. Dies bezeugte eine weitere Eintragung in den Schreinsakten von 1163, die ein Haus „domus in wallo iuxta s. Lupum“ anführte. Wahrscheinlich war der als Pendant zum südlichen Saphirturm am Ende der Trankgasse stehende Turm ein Vorgänger des später als Frankenturm bekannten Bauwerks.
Die Anbindung der Rheinvorstadt (25 ha, Heumarkt, Alter Markt, Martinsinsel) ans Römerquadrat vergrößerte das Stadtgebiet auf 122 ha. Eine neue Rheinmauer existierte noch nicht.

### 2. Stadterweiterung von 1106 bis 1141
Im Jahre 1106 wurde wegen des starken Bevölkerungsanstiegs eine zweite Stadterweiterung vorgenommen. Sie erfolgte noch auf Wunsch (oder Druck) des im Dezember 1105 abgedankten Kaisers Heinrich und bewirkte die Einbeziehung ungeschützter Vorstadtsiedlungen durch neue vorgeschobene Befestigungen. Diese umfassten nun auch die schon seit alter Zeit im Umfeld der Kirchen entstandenen Ansiedlungen mit dem südlichen Oversburg, einige kleinere Bereiche der westlichen Vorstadt und das sich nördlich der Stadt anschließende Gebiet Niederich.
Mit dieser Maßnahme, die gegen den Willen des Erzbischofs Friedrich und gegen den des mit diesem verbündeten Sohn und Nachfolger Heinrichs, Heinrich V. von der Bürgerschaft durchgeführt wurde, entstanden in der erweiterten Umwallung etwa zwölf neue Torbauten, durch die alte Tore der Römermauer (mit Ausnahme der Griechenpforte) ihre ursprüngliche Bedeutung als Außentore einbüßten. Die Verteidigung der neuen Befestigungen bestand aus Erdwällen, Gräben und verstärkenden Palisaden mit integrierten Toren und Türmen (nach Kaiser Heinrichs Wunsch „vallo turribusque“), die zur Stadtseite mit hölzernen Wehrgängen ausgestattet worden waren. In ihnen waren streckenweise auch Teilstücke der alten Mauer (Bäche, Mauritiussteinweg, Benesispfuhl (iuxta fossatum antiqui muri), am Kattenbug und Mauerreste aus Tuffstein in der Eintrachtstraße und am Maria Ablass Platz sind belegt) und Mauerzüge der kirchlichen Immunitäten integriert worden.
Die so neu befestigte Umwallung wurde den einbezogenen Bereichen auf die entsprechenden Kirchspiele in Wehrabschnitten übertragen, die neben den erhaltenen kommunalen Rechten, auch die Pflichten und Lasten der Wehrpflicht in ihren Abschnittsbereichen zu übernehmen hatten. Die Organisation der jeweiligen Bereiche, wie die Eintreibung eigens für die neuen Befestigungen festgesetzten Steuer, die Aushebung der Wachmannschaften und deren Diensteinteilung, sowie Bau und Erhaltung der Anlagen ihrer Abschnitte unterstand den jeweiligen Amtleuten der Bezirke. Die neuen Anlagen der Bürgerschaft, die zu dieser Zeit häufig ihre politische Parteinahme änderte (sie standen je nach ihrer Interessenlage mal auf Seiten des Kaisers, oder auf der des Erzbischofs), bewährten sich bereits während der folgenden Belagerungen der Stadt. So im Jahr 1114 gegen Heinrich V. und 1138/39 gegen den Erzbischof und Stadtherren Arnold von Köln selbst. 1164 bedrohte Pfalzgraf Konrad die Stadt, brach aber aufgrund der Kölner Wehrhaftigkeit sein Vorhaben auch die Stadt zu nehmen ab – alle derartigen Versuche blieben bis zum Ende der Reichsstadt erfolglos.
Nordwestlicher Bereich
Durch die Einbeziehung der im Norden der Kernstadt gelegene Vorstadt Niederich erweiterte sich die Stadt um etwa 52 Hektar Bodenfläche. Die bisherige Abtrennung des Niederich durch die Verlängerung des am Nordtor endenden Schutzgrabens der Trankgasse, der schon zuvor die Einbeziehung der Rheinvorstadt an ihrer Nordseite gesichert hatte, war nun entbehrlich geworden.
In dem Erweiterungsgebiet befanden sich die Stiftskirchen St. Ursula, St. Kunibert und St. Andreas, wobei die Kirche St. Andreas mit ihrem ursprünglichen Namen St. Matthaeus in fossa („St. Matthäus am Graben“) schon auf die örtlichen Gegebenheiten hinwies.

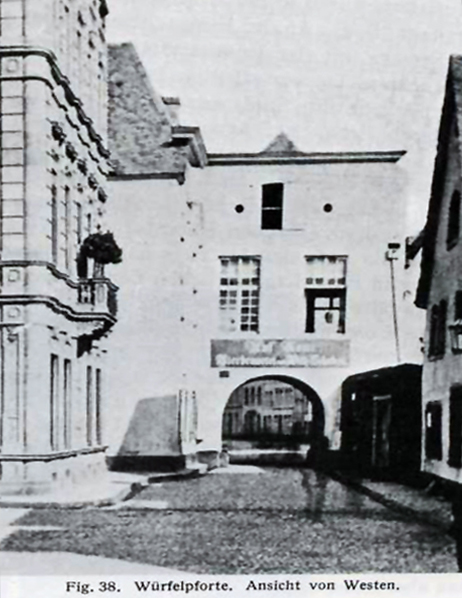
Würfelpforte um 1872

Neben diesen neuen Bezirken, sicherte im unteren, stadtnahen nordwestlichen Bereich der Bezirk St. Laurenz ebenfalls einen der vorgeschobenen Befestigungsabschnitte. Der dort im Kölner Judenviertel lebenden Gemeinde überwies im Jahr 1106 der Rat die Sicherung und Pflege das ihrem Wohnbezirk zunächst gelegenen neuen Stadttores und benannte es nach ihnen Judenpforte (Zugang zur Komödienstraße). Anteilig wurde dem christlichen Bevölkerungsteil des Bezirkes St. Laurenz der Abschnitt „Ipperwaldgraben“ (dem heutigen Kattenbug) und die Würfelpforte (auf der Gereonstraße) zur Verteidigung übertragen. Diese, 1872 niedergelegte Pforte, wurde zuerst (1163/68) als „porta S. Gereonis“, dann als „Wurpilporze“ (1238) und später „porta tesserarum“ (1331) genannt.
Von der „Würfelpforte“, welche Ein- und Ausgang der Straße „Unter Sachsenhausen“ war, verlief die Umwallung dann weiterhin nördlich durch den „Alten Graben“ (heutige Kardinal Frings-Eintrachtstraße) zum alten Eigelsteintor. Sie überquerte dort die Straße Eigelstein und führte durch „Unter Kahlenhausen“ bis an die Immunität von St. Kunibert heran an das Rheinufer.
Südwestlicher Bereich

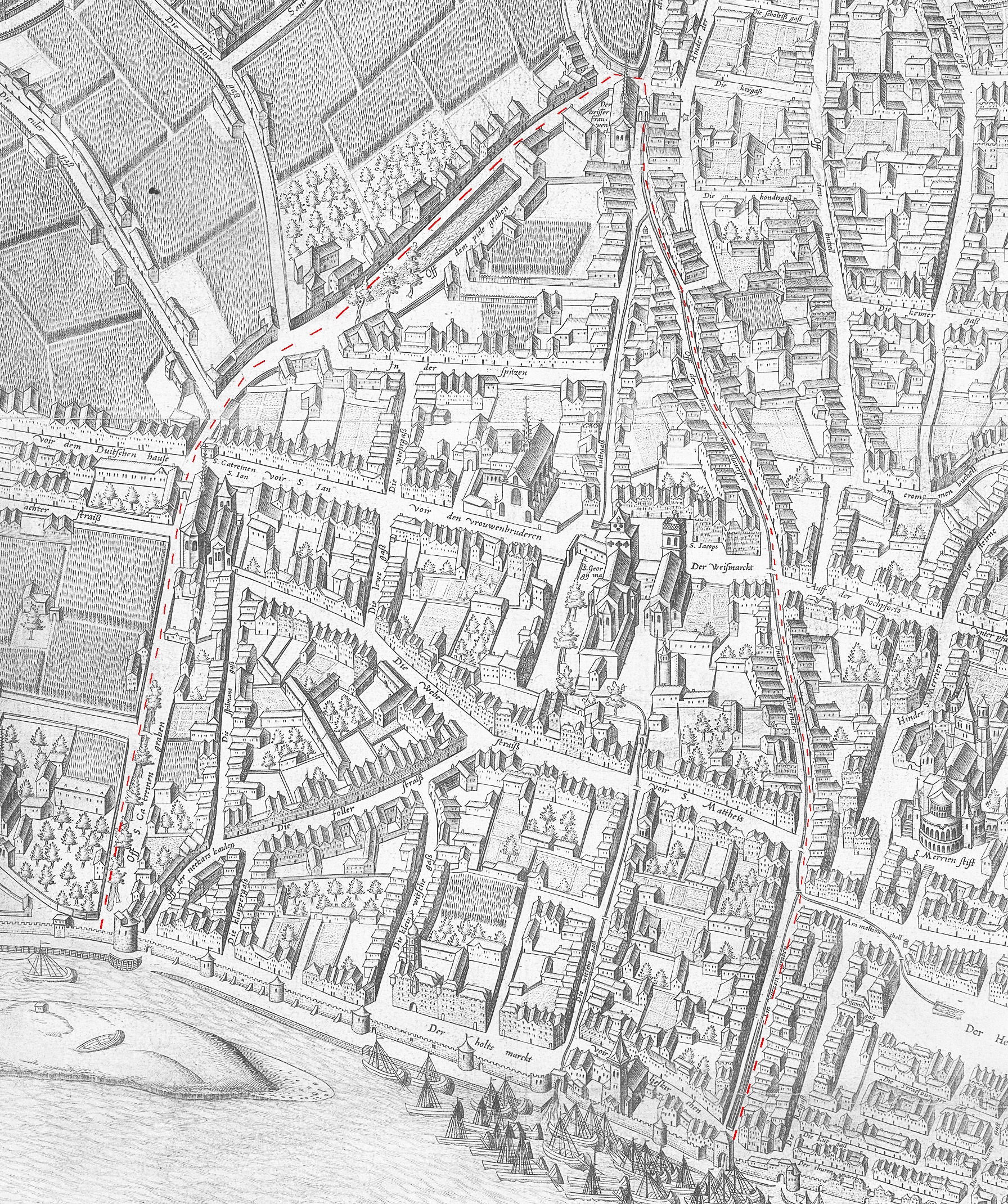
Karte mit der Südwesterweiterung von 1106 in Oversburg

Mit der Vorstadt Oversburg im Süden erweiterte sich die Stadt um 34 ha. Hier verschob sich die Befestigungslinie etwa um die gleiche Uferlänge am Rhein nach Süden, wie sie flussabwärts an der nördlichen Stadtseite verändert wurde.
In diesem Erweiterungsgebiet befand sich die Stiftskirche St. Georg sowie die Pfarrkirchen St. Jakob, St. Jan und St. Maria in Lyskirchen, deren Pfarr- und Gemeindebezirksgrenzen zugleich den neuen Befestigungslinien der südwestlichen Erweiterung entsprachen.
Beginnend mit einer Rheinpforte (Nächels- oder Neckelspforte) wurde der Ausbau von Wall und Graben durch zwei natürliche Senken geführt. Den Katharinengraben aufwärts zu der neuen St. Johannispforte (auch Katharinenpforte), einem mit zwei Bogen versehenen und nach Ansicht Ferdinand Franz Wallrafs erst 1782 abgetragenes Tor auf der Severinstraße und weiter nach Nordwesten durch den Perlengraben zur Weißfrauenpforte (auch Pantaleons- oder Bachpforte) am Blaubach. Das alte Bachtor, ebenfalls paarbogig, brannte 1244 ab und wurde erneuert. Das 1300 dem Kloster der „Weissen Frauen“ auf Widerruf überlassene Tor ist auf der Karte von Arnold Mercator (1571) und der von Frans Hogenberg (1572) gut erkennbar. 1584 wurde es in den Quellen als baufällig bezeichnet und wurde später restauriert. Über den Torbögen befand sich, ähnlich der Pfaffenpforte, ein Relief mit einem Löwenpaar.
Mittlerer, westlicher Bereich
„Westerich“ oder „Westenich“ im Westen (15 ha mit der St.-Aposteln-Immunität; heute „Alte Wallgasse“ und „Am Rinkenpfuhl“); das Stadtgebiet wuchs auf 223 ha. Dabei wurden bisherige Befestigungsanlagen verstärkt und etliche Stadttore hinzugefügt: Zwei Tore im Bereich Niederich – altes Eigelsteintor und ein Tor westlich von St. Mathias; zwei Tore im Westen – altes Ehrentor und Schaafentor; zwei Tore im Süden (Oversburg) – ein Tor nach St.Pantaleon und altes Severinstor (Südtor).
Diese Stadterweiterung ließ die weiter draußen liegenden Stifte und Klöster St. Gereon im Nordwesten, St. Mauritius im Westen, St. Pantaleon im Südwesten und St. Severin im Süden mit ihren Handwerkervierteln weiterhin außerhalb der neuen Stadtmauer.

### 3. Stadterweiterung von 1180 bis 1259
1180 begannen die Baumaßnahmen zur Vergrößerung der Siedlungsfläche auf 401 ha. Der bisherige Wall sicherte die Stadt halbkreisförmig gegen das Hinterland ab. Erst im Jahre 1191 begannen die Bürger, die Stadtmauer auf dem aufgeschütteten Wall zu errichten und vollendeten diese Arbeiten ca. 1259. Ebenfalls zu Beginn des 13. Jahrhunderts begann man mit der rheinseitigen Absicherung der Stadt durch die Errichtung einer mit wehrhaften Toren und Türmen ausgestatteten Rheinmauer.

#### Befestigung des Rheinufers

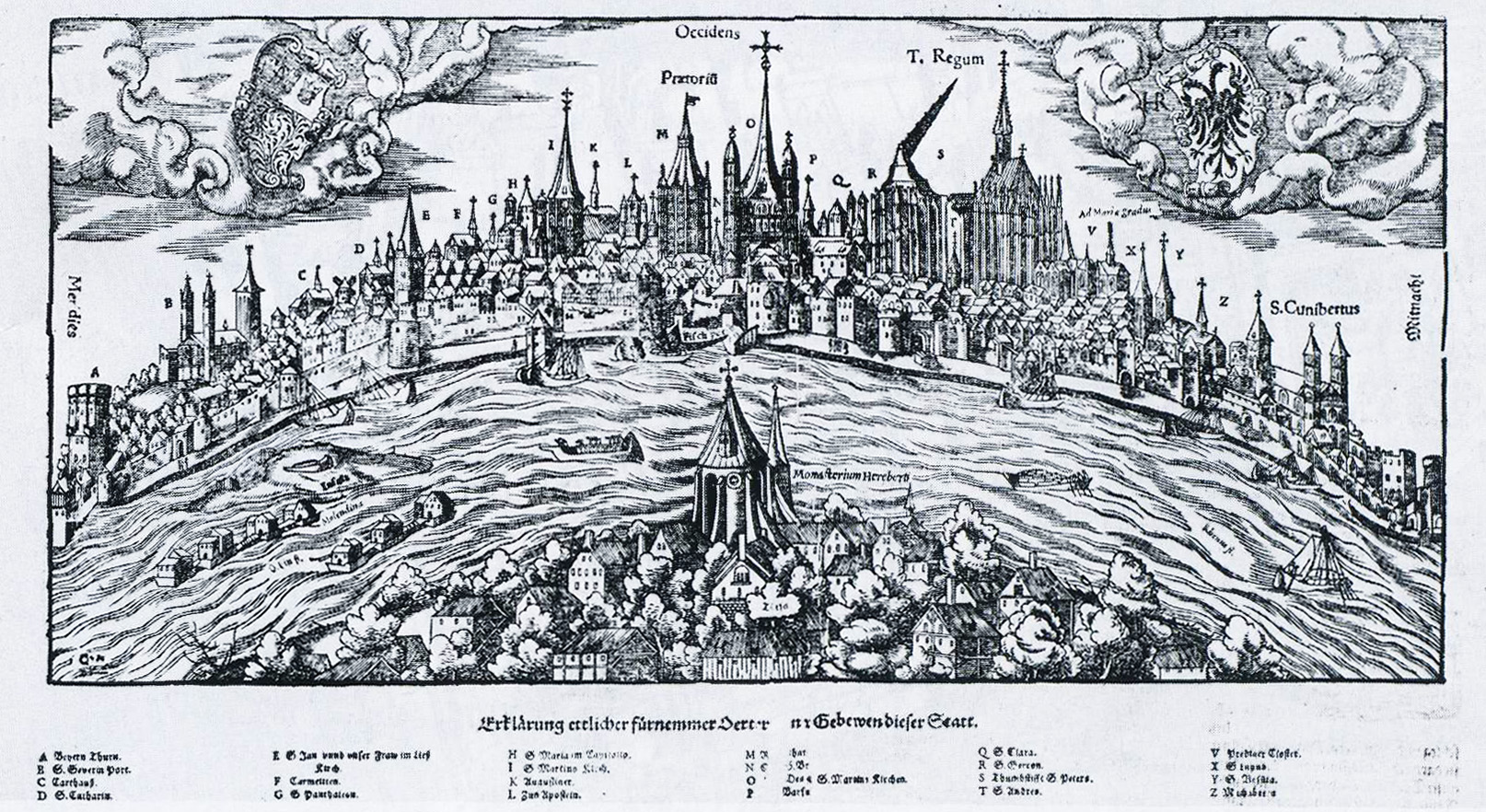
Gesamtes Stadtpanorama nach Rudolf-Manuel-Deutsch, 1548

Die Rheinmauer war ein Bauwerk des 13. Jahrhunderts. Nach Keussens Erhebungen bestand zuvor nur ein kleiner Mauerzug zwischen dem Saphirturm und der Rheingassenpforte. Dies belegen alle frühen Schreinskarten, die die Bebauung auch der Rheinvorstadt des 12. Jahrhunderts erfassten. Sie erwähnen Häuser am Rhein oder am Ufer und führen vielfach das „Werft“ vor diesen an. Soweit in diesen Urkunden jedoch Häuser angeführt wurden, die als am, oder neben der Stadtmauer gelegen bezeichnet wurden, dokumentierten sie damit deren Lage an der römischen Ostmauer oder den Resten derselben.

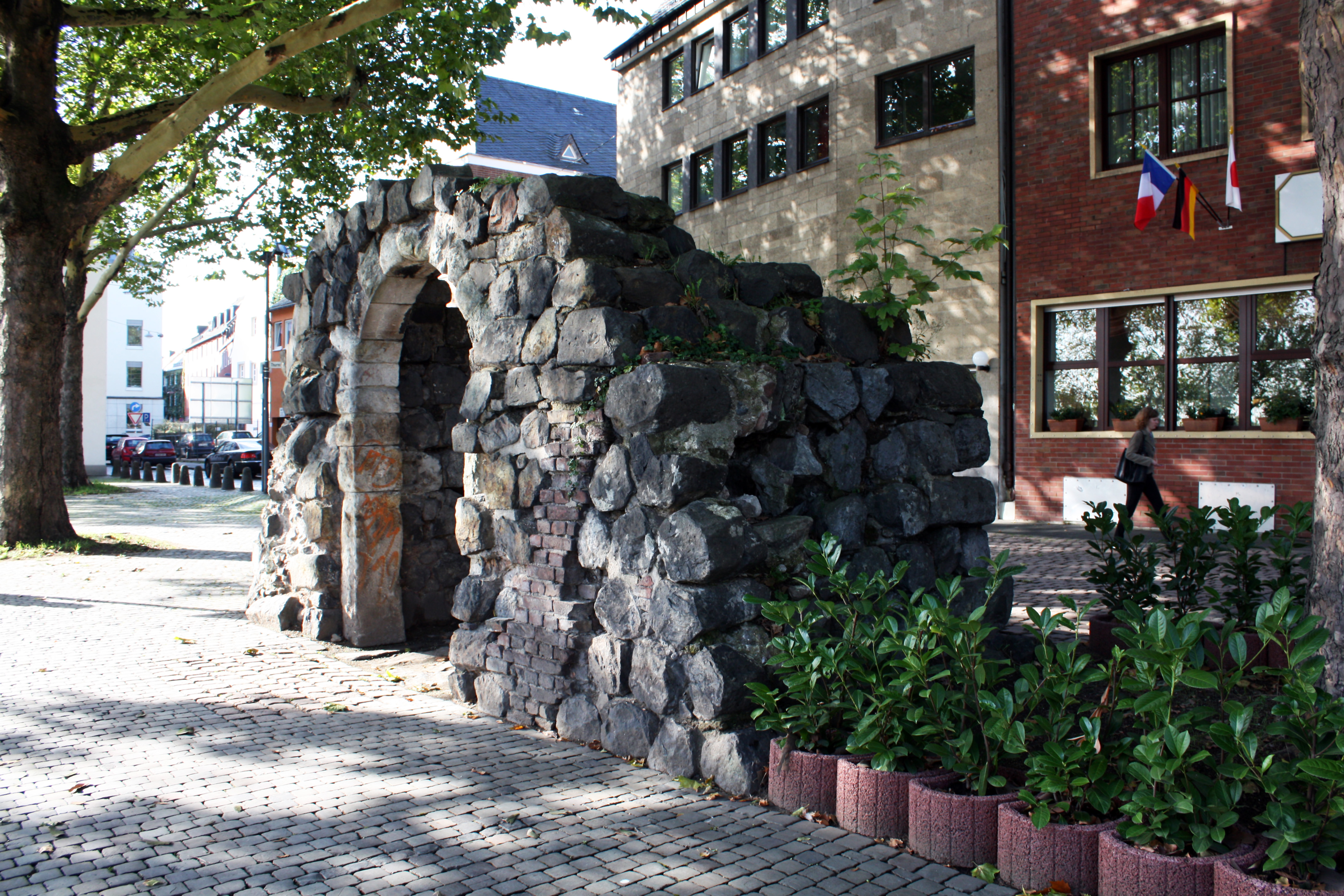
Rheingassenpforte Thurnmarkt

#### Absicherung der Rheinseite

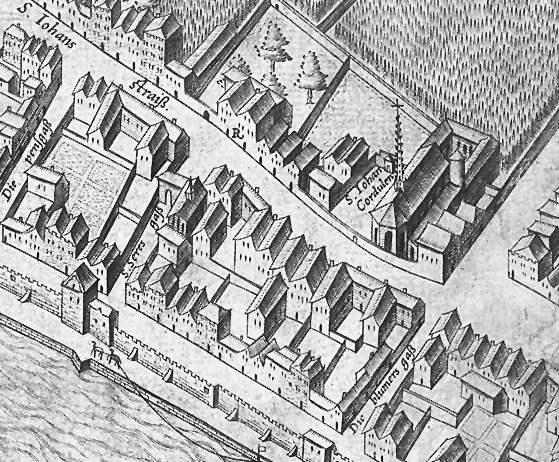
Rheinmauer beim Servatiusturm mit Wiechhäusern, Ausschnitt der Mercatorkarte von 1571

Mit den erhaltenen Privilegien des Stapel- und Zollrechtes
stieg das Interesse der Stadt an einer umfassenden Absicherung des der Kernstadt vorgelagerten Ufergeländes, auf dem sich die Marktviertel zwischen Butter-, Thurn- und Holzmarkt erstreckten.
Diese Befestigung entstand nach und nach zwischen den in den Rhein ragenden, „Ark“ genannten Stromköpfen des Kuniberts- und Bayenturmes. Sie entwickelte sich zu einer mit Toren und Türmen ausgestatteten zusammenhängenden Anlage, die in ihren Abschnitten teilweise über Wehrgänge auf den Mauern verbunden war. Fast jede der an ihr auslaufenden Straßen und Gassen hatte ein Tor, oder zumindest eine kleine Pforte erhalten und unterschied sich nicht nur hierdurch von der feldseitigen Ringmauer, die in ihrer Baustruktur sehr viel einheitlicher errichtet wurde. So wurden für das Jahr 1470 in der Rheinmauer 26 unterschiedliche Tore angegeben, von denen die größeren Bauwerke seit den ersten, ab 1531 gefertigten und annähernd realistischen Panoramen recht gut dokumentiert wurden.
Die Stadt ergriff mit der zusätzlich zur Feldseite errichteten Mauer am Rhein eine vorsorgliche Maßnahme, verhielt sich aber bei dieser Absicherung bis zum 15. Jahrhundert recht sorglos. So wurde zugelassen, dass die Mauer an vielen Stellen mit Wiechhäusern für private Zwecke überbaut wurde, indem an oder über ihr Erker und sogar Sommerhäuser entstanden. Die Baugenehmigungen waren allerdings mit dem Vorbehalt verknüpft worden, dass die Baulichkeiten im Verteidigungsfall der Stadt zur Verfügung stehen mussten. Das Gleiche galt für die von der Stadt selbst verpachteten oder veräußerten Immobilien an oder in der Rheinmauer, wie beispielsweise für die von ihr verkaufte „Hasenpforte“ am Thurnmarkt. Im 15. Jahrhundert wurden strengere Maßstäbe angelegt und gegen die Zustände und Auswüchse an der Rheinmauer eingeschritten.
Woensams Gesamtansicht des von Deutz gesehenen Stadtbildes verdeutlicht jedoch eine zu dieser Zeit durch Erneuerungen eingetretene Vereinheitlichung der Mauer, woraus auf erfolgte Restaurierungen geschlossen wurde. Allerdings ist die einzige frühe Quelle hierfür der Utrechter Arnoldus Buchelius (1565–1641), der angab, die Rheinmauer sei 1461 erneuert worden. Von einer erst späteren Umgestaltung der rheinseitigen Mauer berichtet Johann Koelhoff der Jüngere in seiner „Kleinen Chronik von 1528“ sowie der Historiograph Aegidius Gelenius, die beide für diese Arbeiten das Jahr 1497 angaben und eine zu dieser Zeit zinnenlose Mauer beschrieben. Wie bei der feldseitigen Ringmauer hatte auch die Rheinmauer zur Stabilisierung Pfeiler und Bögen erhalten. Ihre zum Strom hin halbrunden Turmbauten waren zur Stadtseite rechteckig und boten so große Räume in ihrem Inneren. Waren es bei der Errichtung der „großen Stadtmauer“ die der Stadt eingeräumte Erhebung einer Sondersteuer zur Finanzierung des Bauwerkes, wurden bezüglich der Rheinmauer Strafgelder verwandt, mit denen Wucherer belegt worden waren.
Köln war nun nach Vollendung der gewaltigen Befestigungsanlage die mächtigste Festungsstadt nördlich der Alpen (größer als die von Paris mit 40 Türmen und 14 Toren, 1215 fertiggestellt), vgl. römische Stadtmauer. Die Mauer hatte eine Gesamtlänge von ca. 9 km mit 12 Torburgen und 52 Wehrtürmen. Dazu kam die rheinseitige Stadtmauer mit mehr als zwanzig in die Mauer und zum Teil in deren Türme integrierten Toren und kleineren Pforten.

### Ausgehendes Mittelalter

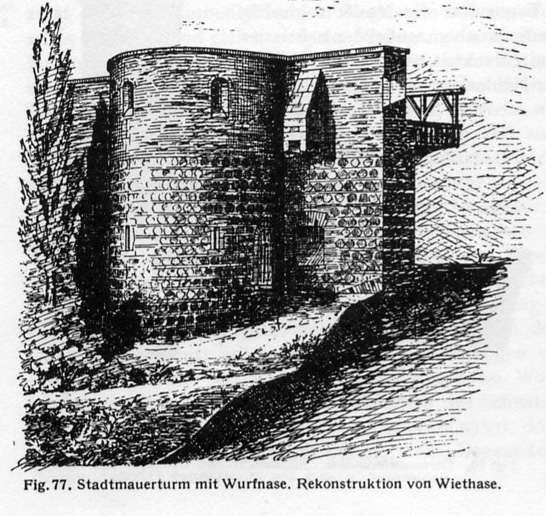
Stadtmauerturm mit „Wurfnase“, Rekonstruktion des Architekten Heinrich Wiethase

1376 erwähnte die Kölner Chronik einen Angriff auf die Stadt durch Schusswaffen und nannte in diesem Zusammenhang „Feuerpfeile“. Auch das Ausgabenbuch der Stadt vermerkte für das gleiche Jahr einen Posten, der für die Herstellung von „Donnerbüchsen“ angefallen war. 1386 wurde unter dem städtischen Rentmeister Constantin von Lyskirchen veranlasst, dem bisher die Stadtmauer begleitenden Graben einen zweiten äußeren vorzulagern, der mit Hecken ausgestattet wurde und den die Koelhoffsche Chronik als „ein nutzlich buwe“ bezeichnete. Etwa zur gleichen Zeit begann man bei den Haupttorburgen mit der Anlage äußerer Zwinger, da in der Folge derartige Anlagen erwähnt wurden. So wurde im Jahr 1403 das Eigelsteintor verstärkt und 1407 in der Rheinmauer die Dreikönigenpforte vermauert. 1418 beauftragte der Rat den Feuerwerker Goedekin Volger genannt „Fynzink“, der sich auf die Anlage von Wällen und Bollwerken verstand, die Zimmerleute anzuweisen, die Befestigungen mit Schutzschirmen gegen große Büchsen auszustatten. Dieser Art Schutz boten die Bollwerke der Salzgassen- und kleinen Fischpforte dann ihren Verteidigern während einer Fehde mit dem Kölner Erzbischof. Nachdem 1421 eine teilweise Erneuerung der Stadtmauer durchgeführt worden war, stellte der Rat im Sommer 1430 dauerhaft vier Werkleute an, die permanent mit ihren Truyffeln (ein noch heute gebräuchlicher Ausdruck im Rheinland) das Mauerwerk auszubessern hatten. Der Hag des äußeren Grabens wurde 1438 erwähnt und als erste größere Bollwerke nannte die „Wachtordnung“ der Stadt im Jahr 1446, die vor dem Weyer- und dem Hahnentor gelegenen Anlagen. 1469 folgte das Bollwerk vor dem Severinstor, wobei für diese Maßnahme und andere Belange der Befestigungen 5000 Gulden durch den Rat bewilligt wurden. Im gleichen Jahr starb der bisherige „Stadtsteinmetzen“ Johann und wurde durch Johann Burst, ebenfalls Steinmetzmeister, ersetzt. 1476 wurde angeordnet, dass die unerlaubt abgehauenen „Haagen und Hecken“ des äußeren Wallgrabens neu zu bepflanzen und durch Stackets zu verstärken seien. Anlass all dieser Maßnahmen war die politische Situation der 1470er Jahre, die ihren Höhepunkt in der Kölner Stiftsfehde fand.
Unter dem Eindruck dieser Ereignisse beschloss der Rat im Jahr 1476 die städtischen Werkleute zu beauftragen „an St. Severinsportz“ auf deren steinernem Bollwerk eine Brustwehr gleichen Materials aufzubauen, die ein Maß von 4 Fuß Stärke und von 5 Fuß Höhe haben solle. Überdies solle die Anlage mit Dach und Fenster wohnhaft zu versorgen sein und der steinerne Flügel des Bollwerks bis an die äußerste Pforte verlängert werden.
Weiterhin wurden die Werkleute angewiesen, allgemein die „Bussenlücher“ (Schießscharten) der Türme zu reparieren, ein steinernes Bollwerk nach Rat der Büchsenmeister an der Pantaleonspforte anzulegen, am Bollwerk des Hahnentores, „binnen vor dem Tor“ ein Gewölbe zu bauen, „darauf man zur Wehr gehen und ein Geschütz aufstellen kann“, dort auch eine äußere Pforte zu erbauen und den Fahrweg wie am Eigelstein- und Severinstor über den Graben zu leiten. An der Friesenpforte solle ein kleines steinernes Bollwerk in dem äußeren Graben angelegt werden und die Gereonspforte solle im inneren Graben eine „Notwehr“ für beide Gräben sowie am äußeren ein steinernes Bollwerk mit zwei Flügelbauten erhalten. Letztlich solle auch das Eigelsteintor einen zusätzlichen äußeren Graben erhalten mit dem das Bollwerk zu umziehen sei, der wie das Bollwerk vor „Bayen“ mit Weiden zu befestigen sei.
Die dann im Auftrag des Rates durchgeführten Arbeiten zur Verstärkung der Stadtbefestigung wurden jedoch nicht widerstandslos hingenommen. Im Jahr 1479 brachen Einheiten Kurkölns und Bergs die Wehranlagen oberhalb des Bayenturmes ab, ohne dass die vier Jahre zuvor offiziell zur Freien Reichsstadt erhobene Stadt Gegenmaßnahmen ergriff.
Die parallel zum äußeren Graben gepflanzten Hecken wurden jedoch noch vor dem Wechsel in das 16. Jahrhundert streckenweise durch Mauern ersetzt, die mit Schießlöchern versehen waren und als „Buirstgewer“ bezeichnet wurden. Teile des alten Palisadenzauns blieben aber über Jahrzehnte erhalten. So war ein solcher Zaunabschnitt westlich des Bayenturmes noch auf einer Rheinansicht des Jahres 1583 zu sehen.

### Veränderungen der Neuzeit

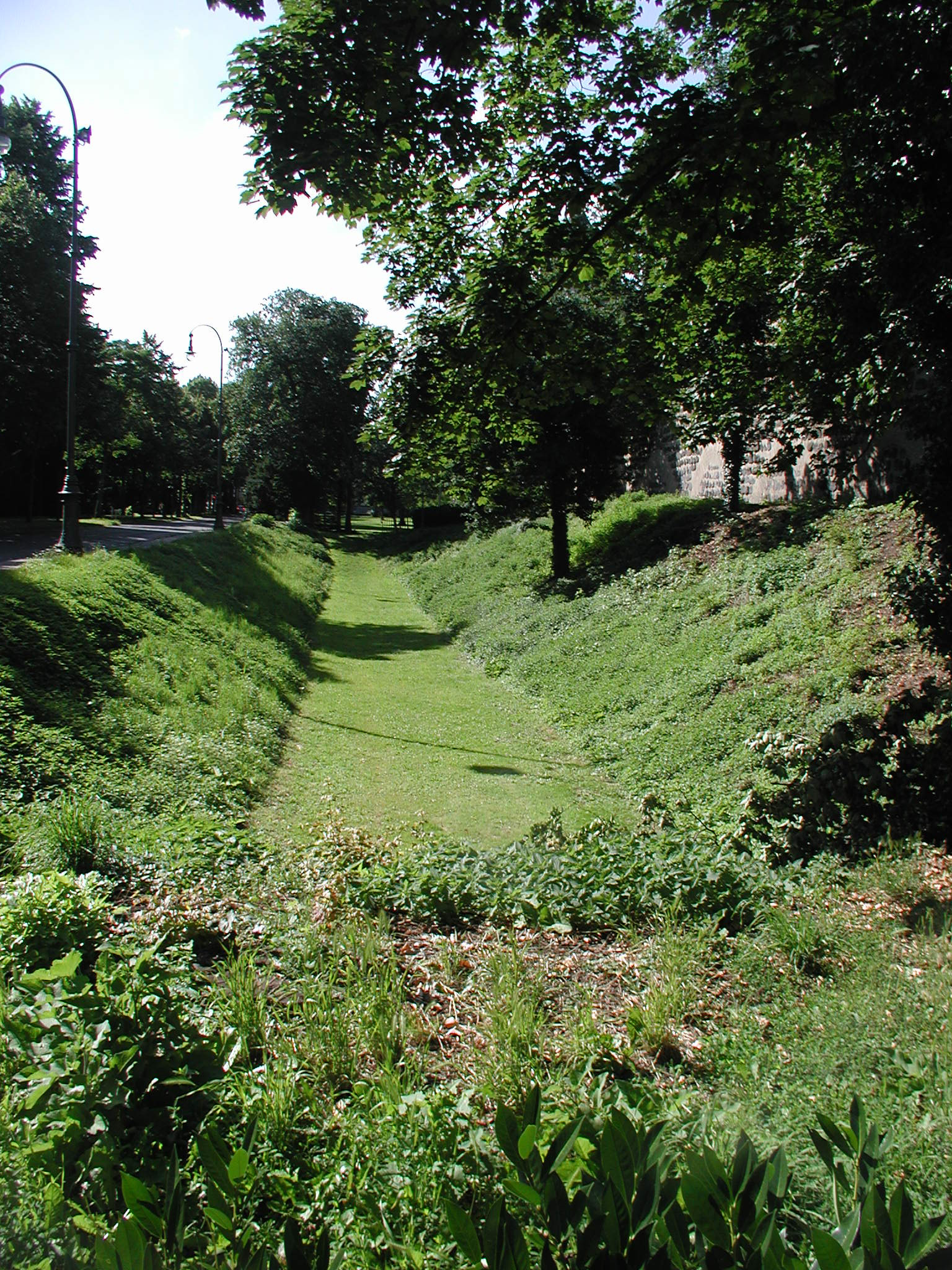
Rekonstruktion des Stadtgrabens Höhe Ulrepforte

Die Veränderungen der städtischen Befestigungsanlagen der Neuzeit lassen sich deutlich auf Anton Woensams „Großer Ansicht von Köln“ (1531) oder auf der perspektivisch verbesserten und im Auftrag der Stadt durch Arnold Mercator geschaffenen Kölner Stadtansicht von 1570 erkennen. Die Zeichnungen Hollars (1635) und Merians (1646) zeigen weitere Veränderungen, die bedingt durch Kriegsgefahren vorgenommen wurden, aber auch durch den zeitlichen Verfall der Anlagen eingetreten waren. Ratsprotokolle und andere Dokumente gaben Aufschluss über durchgeführte Maßnahmen, bezifferten die Ausgaben für die Befestigungsarbeiten und erwähnten die Namen der dazu berufenen Baumeister oder Ingenieure.

#### Ausbauten, Reduzierungen, Aufhebungen
Im 16. Jahrhundert favorisierte die Stadt eine neue Art der Befestigungsarbeiten, indem sie Erdwerke als Geschützstände und Schutzwehre anlegte. 1528 waren Severinstor, Weyertor, Hahnentor, Ehrentor und Eigelsteintor mit Vorwerken ausgestattet.
Das auch als „die bachpforts“ bezeichnete neue Tor am Weidenbach war 1538 vermauert worden, in dem eine kleine Tür als lokaler Ein- und Ausgang diente. Dass auch das südwestlich benachbarte Pantaleonstor zwischen 1528 und 1842 bis auf eine kleine Tür vermauert blieb (bis zur Öffnung für die Rheinische Eisenbahn), verdeutlicht eine geringe Frequentierung und lässt auf ein zu dieser Zeit minimales Verkehrsaufkommen in diesem Stadtbereich schließen.
Die städtischen, schon im Mittelalter archivierten Dokumente der folgenden Jahrzehnte, führen eine ganze Reihe Amtspersonen an, die für Erhalt oder Neuanlagen der Stadtbefestigung zuständig waren. Angeführt wurden unter anderem die Rentmeister Peter von Heymbach (mehrfach Bürgermeister der Stadt) und Heinrich Broich (1544), Weinmeister Rheindorp, Brun Angelmecher und Costin von Lyskirchen (beide im Gespann 1572 Bürgermeister), Reinhard von Duitz, Laurenz Kronenberg und Heinrich Bilck.
Etwa in der Mitte des Jahrhunderts, in dem auch nach Anordnung des Rates das Material der abgebrochenen Marspfote (vermutlich römischer Zeit) für die Reparaturen der neuzeitlichen Befestigungsanlagen verwandt wurde, erfolgten auch an der rheinseitigen Mauer Veränderungen. So vor der Mühlengassenpforte, an der 1544 ein Bollwerk angelegt wurde.
Unter dem „jülischen“ Werkmeister Alexander und einem Weiteren, der in Bedburg im Dienst des Grafen von Neuenahr stand, wurde in den 1550er Jahren eine Wallplattform angelegt. Es handelte sich um ein innerhalb der Stadtmauer am Severinswall gelegenes, als „Bott“ (Lünette) bezeichnetes halbmondförmiges Erdwerk, das zwischen dem Bayen- und Severinstor errichtet wurde und der Stadt noch heute als Rest die spätere Bottmühle erhalten blieb.
Dem Bau des Botts im Süden, schloss sich 1558 die Anlage eines befahrbaren Walles im Norden der Stadt an. Zwischen dem Rheinufer und dem Eigelsteintor schufen die Werkleute einen Wall, der die Maße von 18 bis 30 Fuß oberer Breite erreichte.

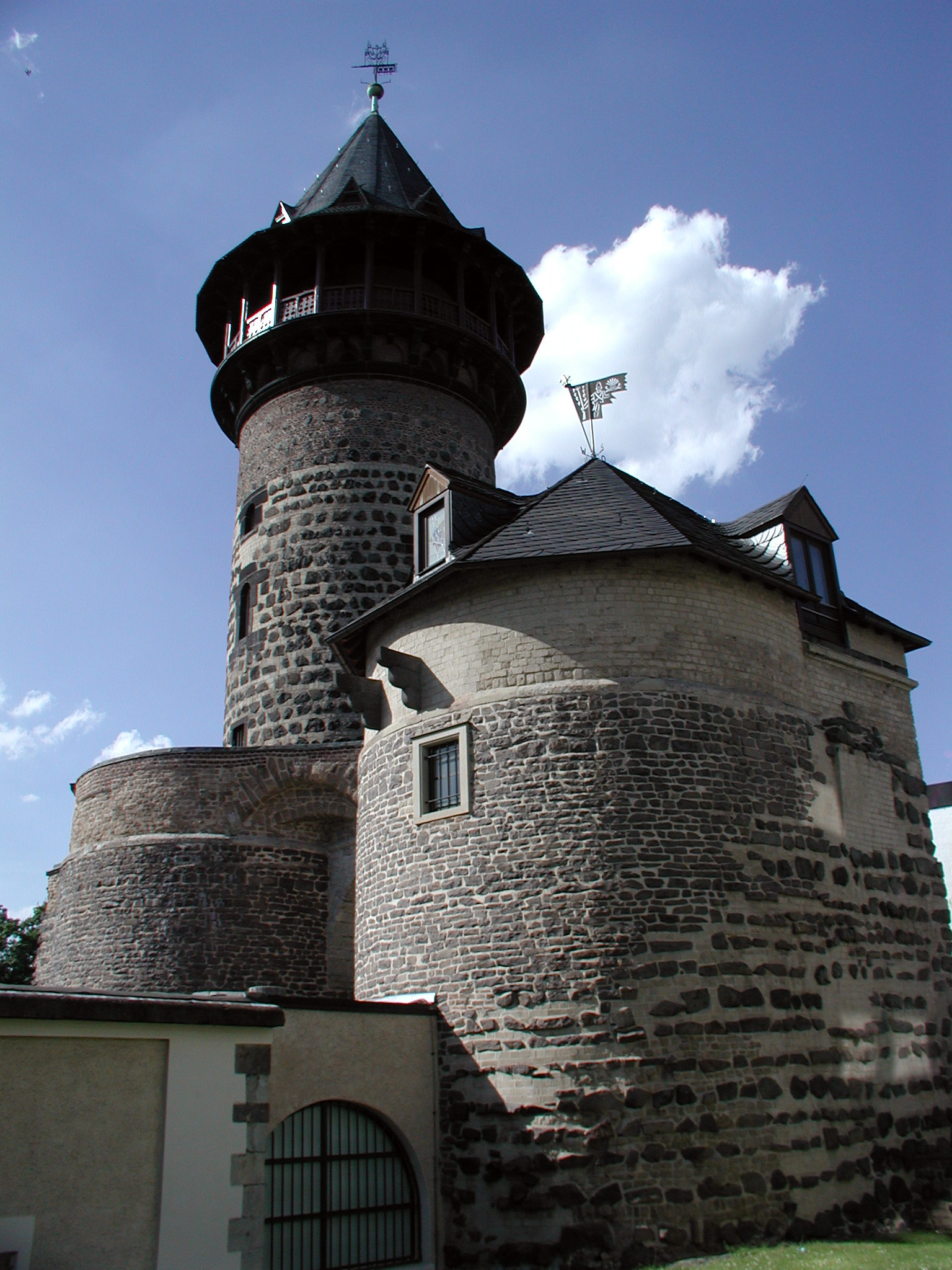
Ulrepforte
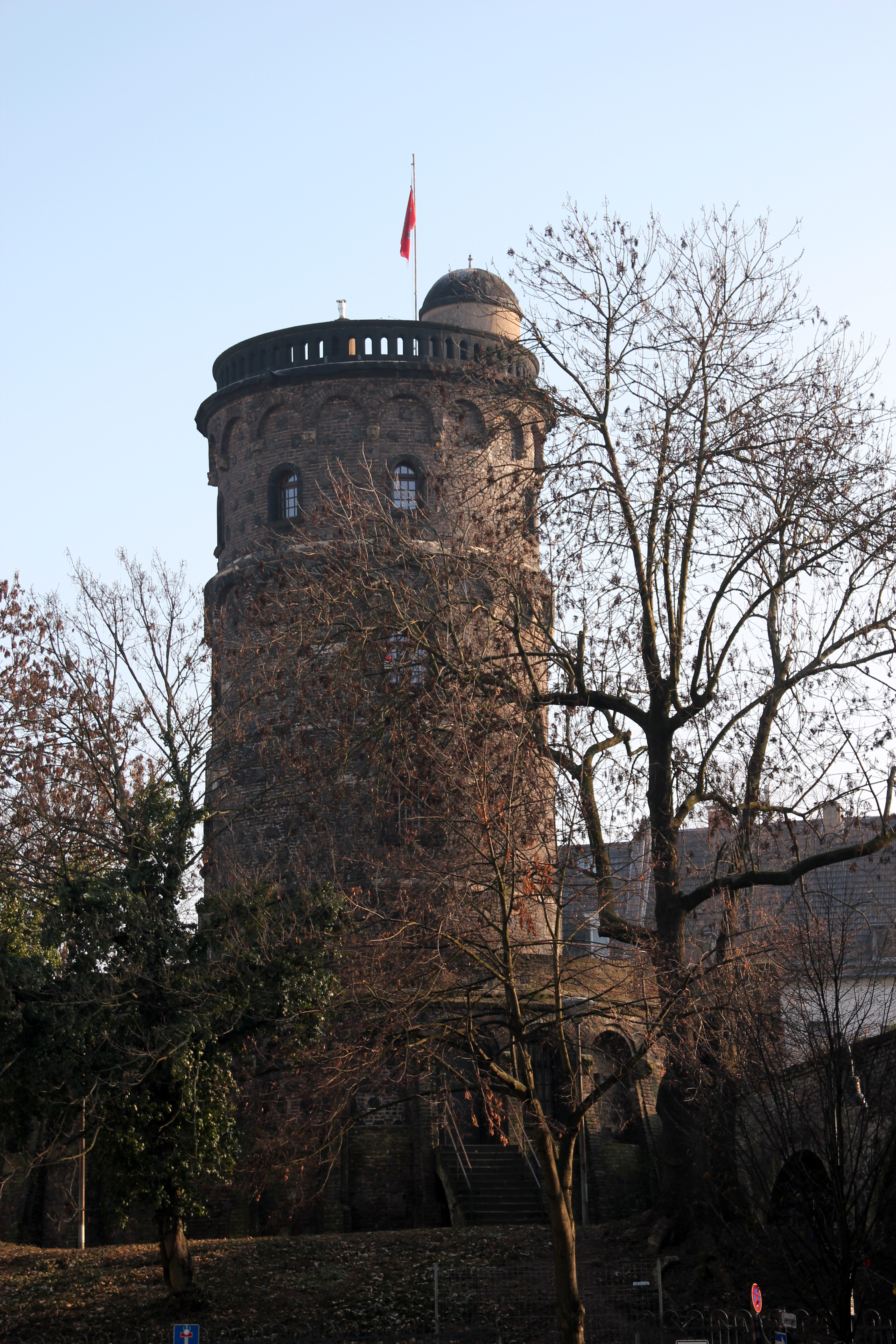
Bottmühle, Severinswall
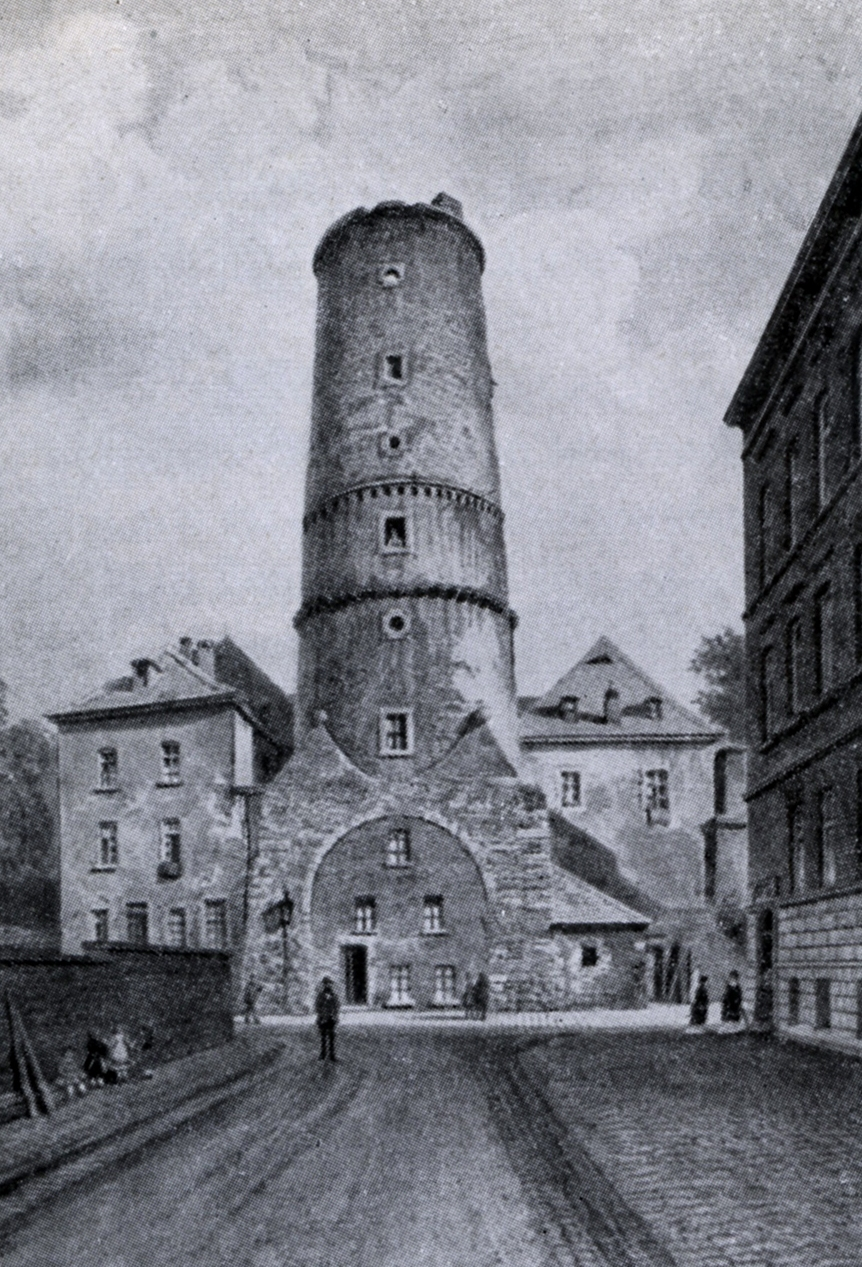
Der auch Pantaleonsmühle genannte Turm auf dem Bachtor um 1880
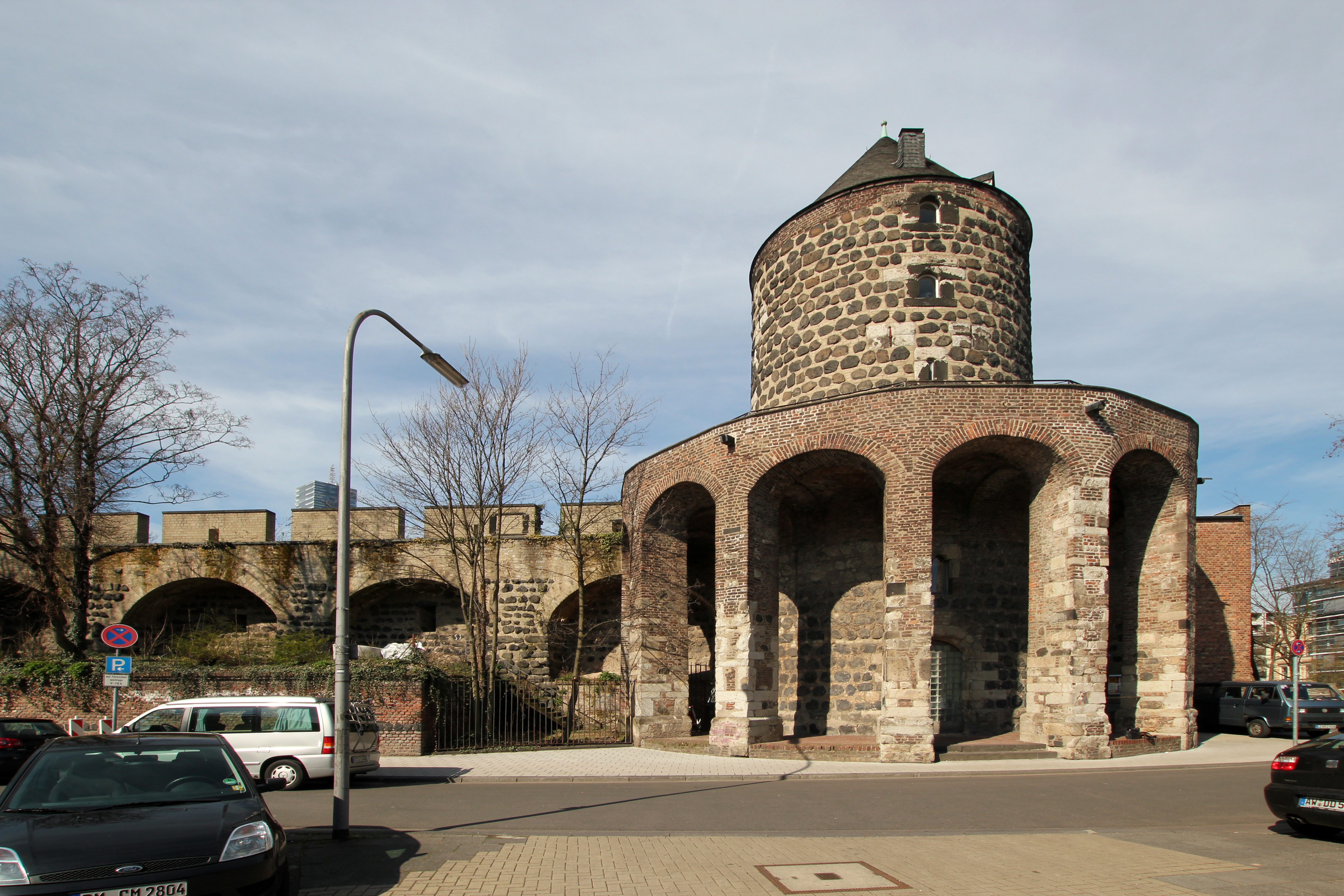
Gereonsmühle Stadtseite

Wie auf Mercators Stadtansicht aufgezeigt wurde, hatten 1571 alle Tore, mit Ausnahme der Ulre- und Kahlenhausener Pforte (beide dienten nicht mehr als Tore) äußere ummauerte Vorhöfe erhalten, und bei weniger frequentierten Toren wurde die Sicherheit erhöht, indem man den Tordurchgang bis auf eine Tür vermauerte. Die Schießlöcher der äußeren Wallmauern wurden 1574 vermauert und 1581 neue Wallpforten am Severinstor und dem Bayenturm erbaut.
1583 begann mit dem Bau der ersten pfeilartigen Bastion vor dem Weyertor in „italienier Manier“ der neuzeitliche Festungsbau der bastionären Umwallung in Köln. Dazu wurde das alte Vorwerk teilweise abgebrochen und teilweise übererdet. Die Weyertorbastion war 1589 vollendet. Bald jedoch galt das Werk in Teilen als baufällig, weshalb es durch mehrere Baufachleute, zuletzt den Ingenieur Mathias Strang, den man sich aus Düsseldorf auslieh, ausbessern und erhöhen ließ. Eine installierte Zugbrückenkonstruktion über den Graben brach zusammen, die später erbaute feste Steinbrücke ist auf einer Zeichnung Finkenbauns erhalten.
Im Süden der Stadt erfolgte 1585 die Vertiefung des Grabens am Bott. Ebenfalls 1585 sah sich der Rat, veranlasst durch den Truchsesschen Krieg, die Brustwehren der Bastionen vor dem Severins- und Hahnentor zur besseren Verteidigung der Haupttore zu verstärken und die Bögen der beiden Windmühlen der Ringmauer (Ulrepforte und Herrenleichnam (später Gereonsmühle genannt)), vorsichtshalber niederzulegen.
Als die verantwortlichen Bauleiter der 1580er Jahre wurde der Stadtwerkmeister Peter von Blatzheim genannt, dem ein Fachmann aus Wesel zur Seite stand und dessen dortige Arbeiten man zuvor besichtigt hatte. Später folgten Benedikt von Schwelm, Ratsherr der Steinmetzzunft, Hildebrand Sudermann, Rentmeister und 1600 Bürgermeister der Stadt.

### 17. Jahrhundert

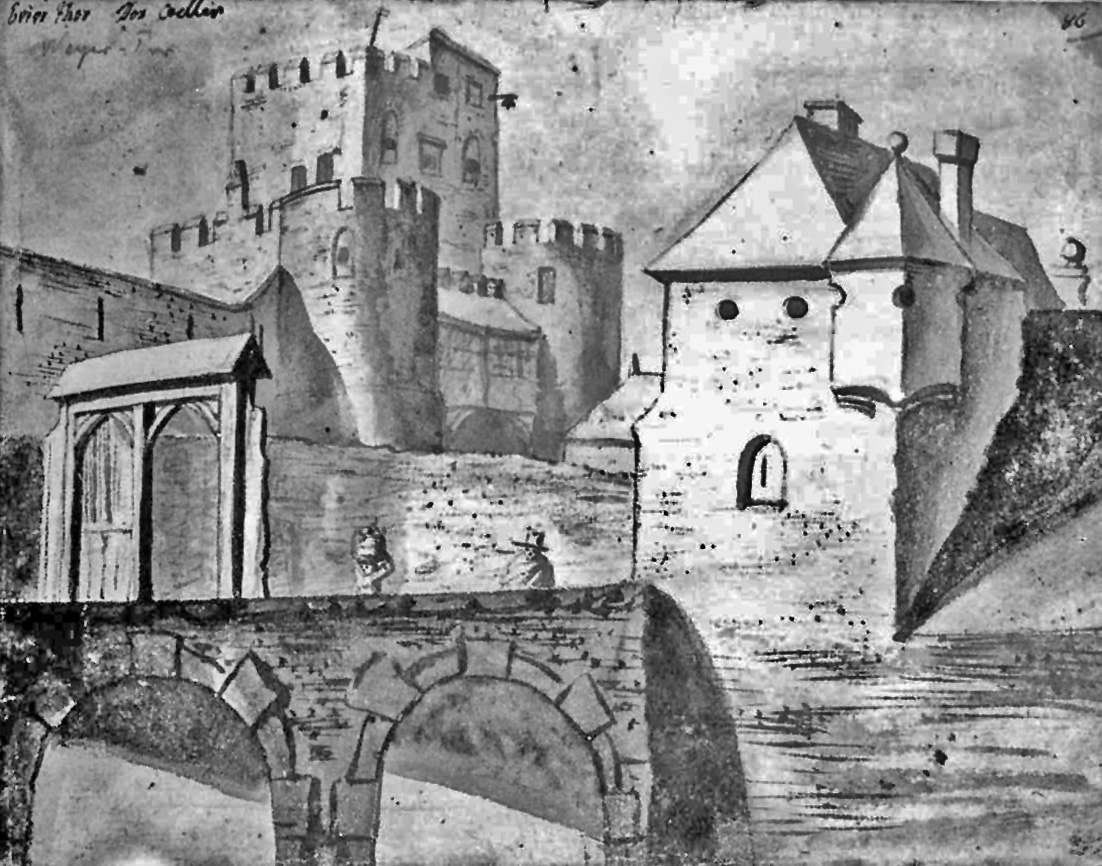
Weyertor mit Bogenbrücke
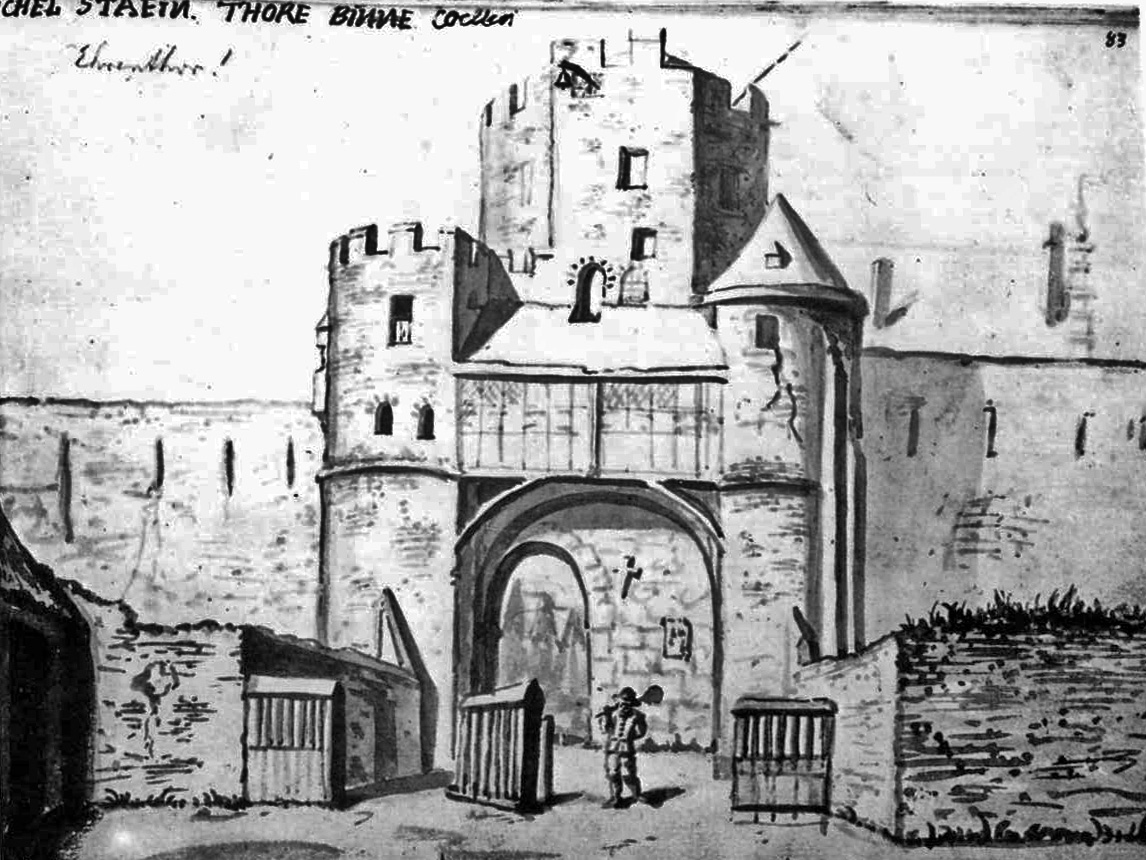
Ehrentor mit versetztem Durchgang
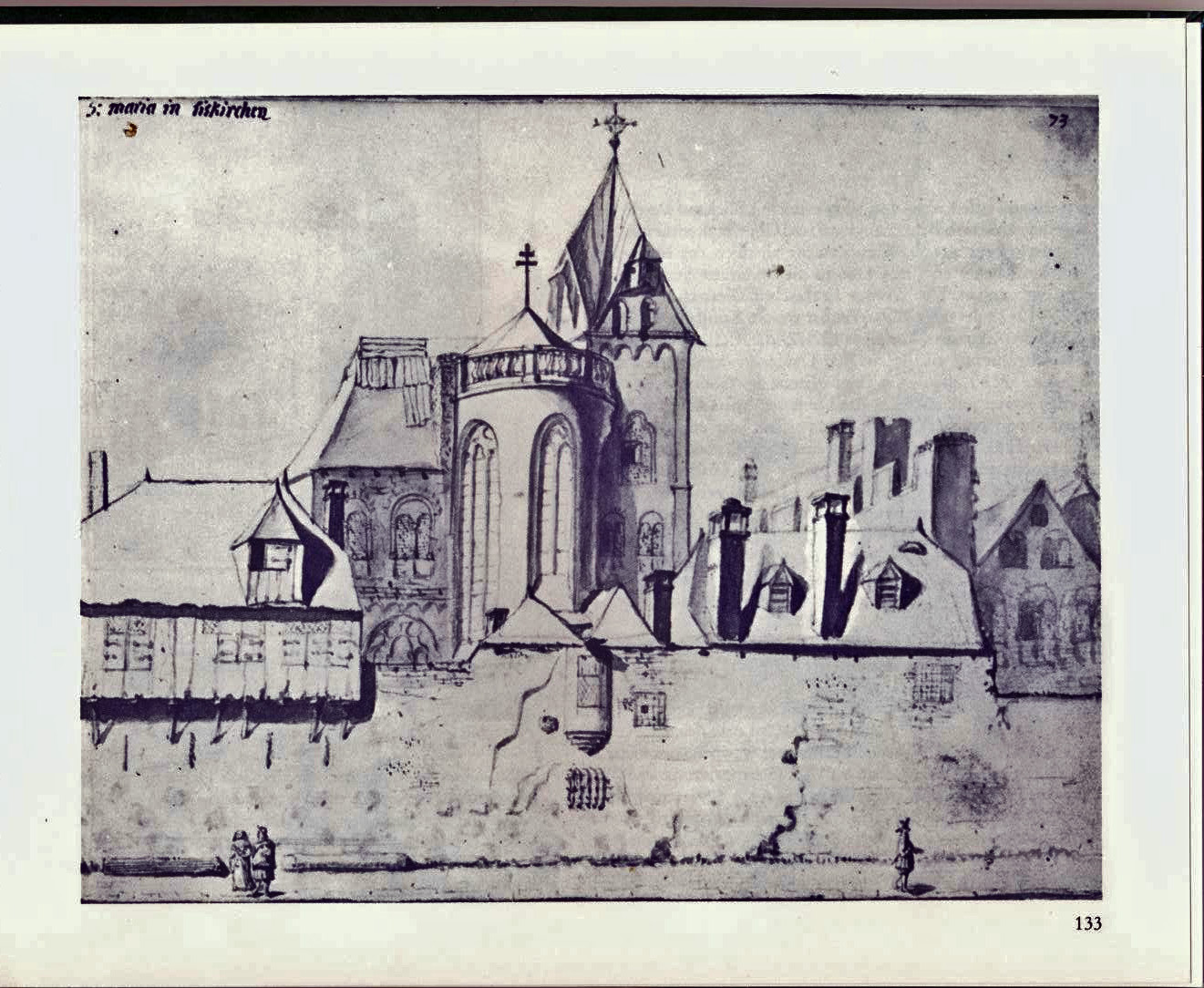
Rheinmauer vor Lyskirchen
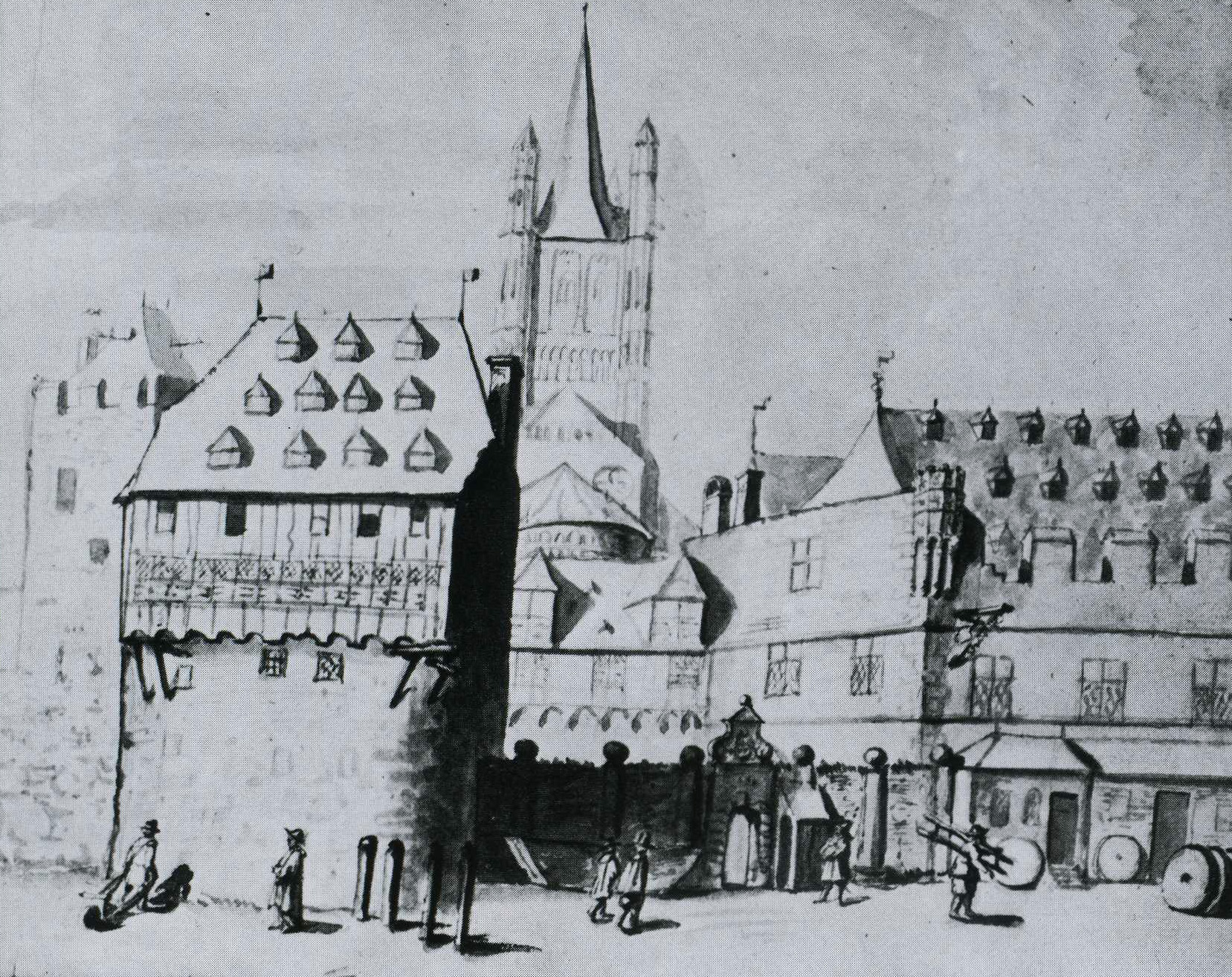
Rheinmauer im Bereich Groß-St.Martin

Angesichts der auch im Rheinland aufkommenden Gefahr durch schwedische Züge während des Dreißigjährigen Krieges nahm die Stadt weitere Verstärkungen ihrer Befestigungsanlagen vor.
Sie verstärkte diese vorerst durch zusätzliche hölzerne Bollwerke, mit deren Anlage an den beiden Stromköpfen vor dem Bayen- und dem Kunibertsturm begonnen wurde. Ausgeführt wurden, wie die Zeichnungen Hollars und Merians ausweisen, Bastionen vor dem Bayenturm, vor dem Severinstor, die Verstärkung vor der Ulrepforte, vor der Pantaleons- und Bachpforte, vor dem Weyer- und dem Hasengassentor am Rheinufer, sowie eine kleine Anlage vor Kahlenhausen. Als die hölzernen Zusatzanlagen schon nach zehn Jahren durch Wetterschäden verfielen, begann man zu Anfang der 1640er Jahre, diese zu unterfangen und durch massive steinerne Fundamente zu ersetzen. Die halbrunde, aus Basalt- und Tuffsteinblöcken erbaute Anlage am Severinstor wurde beispielsweise noch mehrfach verändert und blieb bis zum Ende des 19. Jahrhunderts als Kavalier (Bastion II) erhalten.
Das Bollwerk der Severinstorburg wurde im Zuge der Bauarbeiten an einer neuen U-Bahntrasse erst 2005 freigelegt und dokumentiert.
Spätestens 1693 sind die Arbeiten an der bastionären Umwallung abgeschlossen und eine Liste nennt 23 Bastionen und ihre Namen: Bayen, S. Severin, Leopold, S. Bruno, S. Maria. S. Joseph, S. Pantaleon, S. Michael, Weyertor, S. Mauritius, Schafentor, Hahnentor, Ehrentor, Friesentor, S. Gereon, Nachtigall, S. Caspar, S. Melchior, S. Balthasar, S. Ursula, Eigelsteintor, Kahlenhausen, S. Kunibert (Scharfenstein). Im 18. Jahrhundert kam es zum Umbau bzw. Neubau einiger Bastionen. Mitte des 18. Jahrhunderts setzte sich die Kölner Stadtumwallung aus der mittelalterlichen Stadtmauer, dem inneren trockenen Graben, der bastiobären Umwallung mit 23 feldseitigen Bastionen unterschiedlicher Größe, und dem nur teilweise ausgestochenen (zweiten) äußeren trockenen Graben zusammen. Die Fortifikation bestand aus überwiegend nicht verkleideten, terrassierten Erdwerken: Bastionen und Wällen. In italienischer Manier vollständig mit Stein verkleidet waren die Bastionen Bayen, S. Severin, S. Kunibert, S. Mauritius und Weyertor.

#### Einzelanlagen der Ost- und Ringmauer

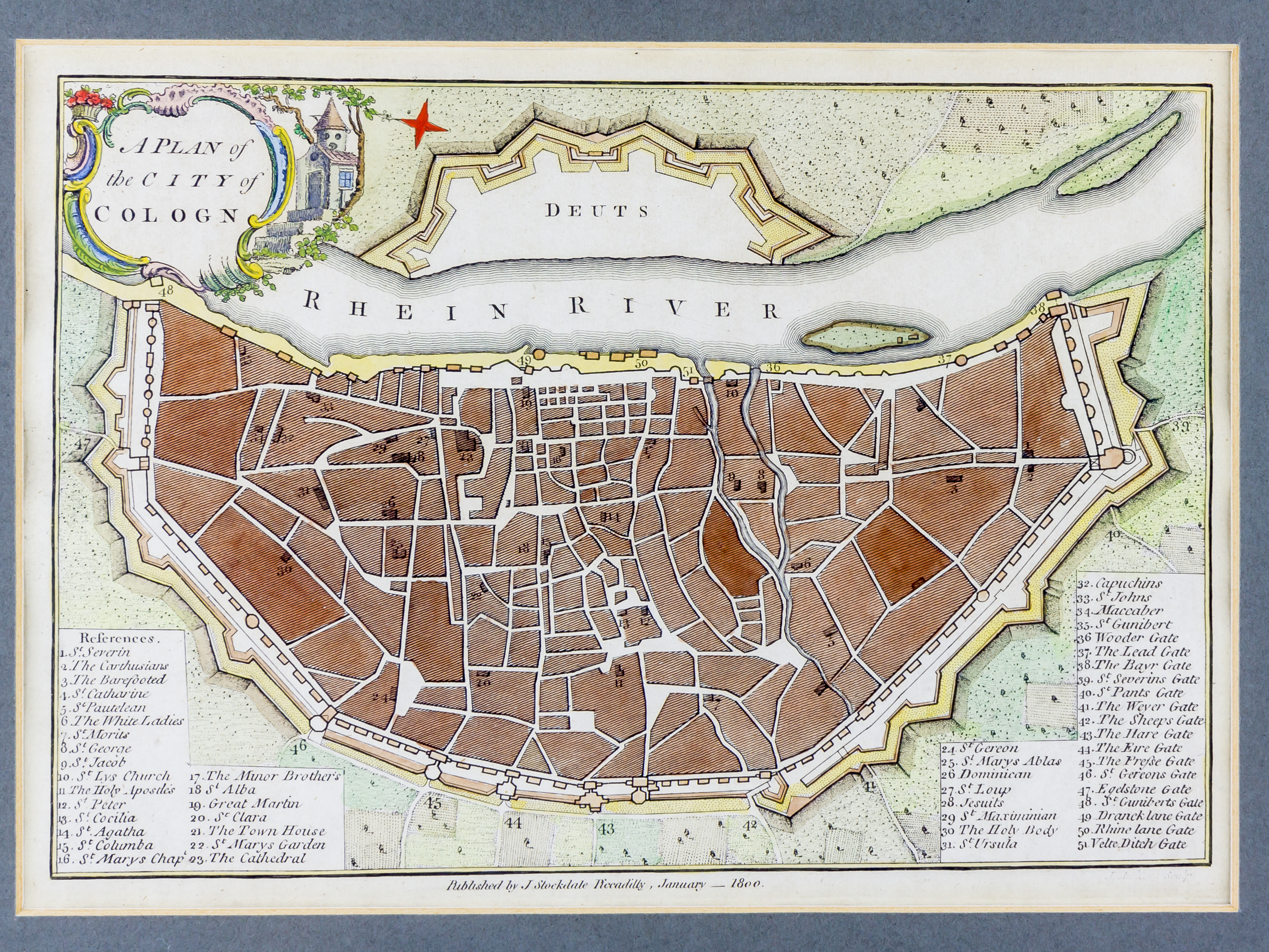
Ein Plan von 1800 zeigt die noch intakte Stadtmauer und nennt in der Legende 16 Tore (Nr. 36–51), zum Beispiel 47: Eigelsteintor, 43: Hahnentor, 39: Severinstor

Die Befestigung der Rheinseite enthielt u. a. folgende Bauwerke: Dreikönigenpforte, Bleipförtchen, Nächelsgassentor (Neckels(graben)tor), Kleines Witschgassentor, Holzmarktpforte, Großes Witschgassentor, Filzengrabentor (Doppeltor), Mehlpforte, Rheingassentor (Waren- und Zolltor), Hasenpforte, Waschpforte, Markmannsgassentor, Salzgassentor, Lintgassentor, Fischpforte, Mühlengassentor, Neugassentor, Frankenpforte im Frankenturm (hoher Doppeltorturm, vor 1500 zugemauert), Trankgassentor (hoher Doppeltorturm), Kostgassentor, Blomengassentor, die nicht als Torburgen wie auf der Landseite ausgelegt waren. (Halbrundtürme mit gleich hohem Mittelbau, drei Stockwerke über der Torpassage inklusiv Dachplattform). Dazu kam noch eine geringe Zahl Schlupfpforten, die teilweise auch wieder zugemauert wurden. Eine dieser kleinen Eingänge war im Servatiusturm und führte über Treppen und eine Bogenbrücke zum Eberbacher Hof.
Die große Mauer stand mehr als 600 Jahre und wurde nie im Kampf erobert, bis dann 1881 mit dem Abriss der Mauer und des Großteils der Tore begonnen wurde. Die zwölf gewaltigen Tore in der großen ringförmigen Stadtmauer Kölns nahmen Bezug auf das Abbild des himmlischen Jerusalems, da Köln schon seit dem frühen Mittelalter „Sancta Colonia“ und „dat hillige Coellen“ (= das heilige Köln) genannt wurde. Einige Darstellungen des Mittelalters und der Renaissance zeigen Köln als zwölftorige Stadt. Die in den ringförmigen Teil der Stadtmauer integrierten zwölf Torburgen hießen vom Kunibertsturm im Norden (mit Kunibertspforte – Tor zum Rheinufer, kein Stadttor) bis zum Bayenturm (mit Nikolauspforte als Rheinuferzugang) im Süden:
(Tortürme reduziert, bedacht und zugemauert)

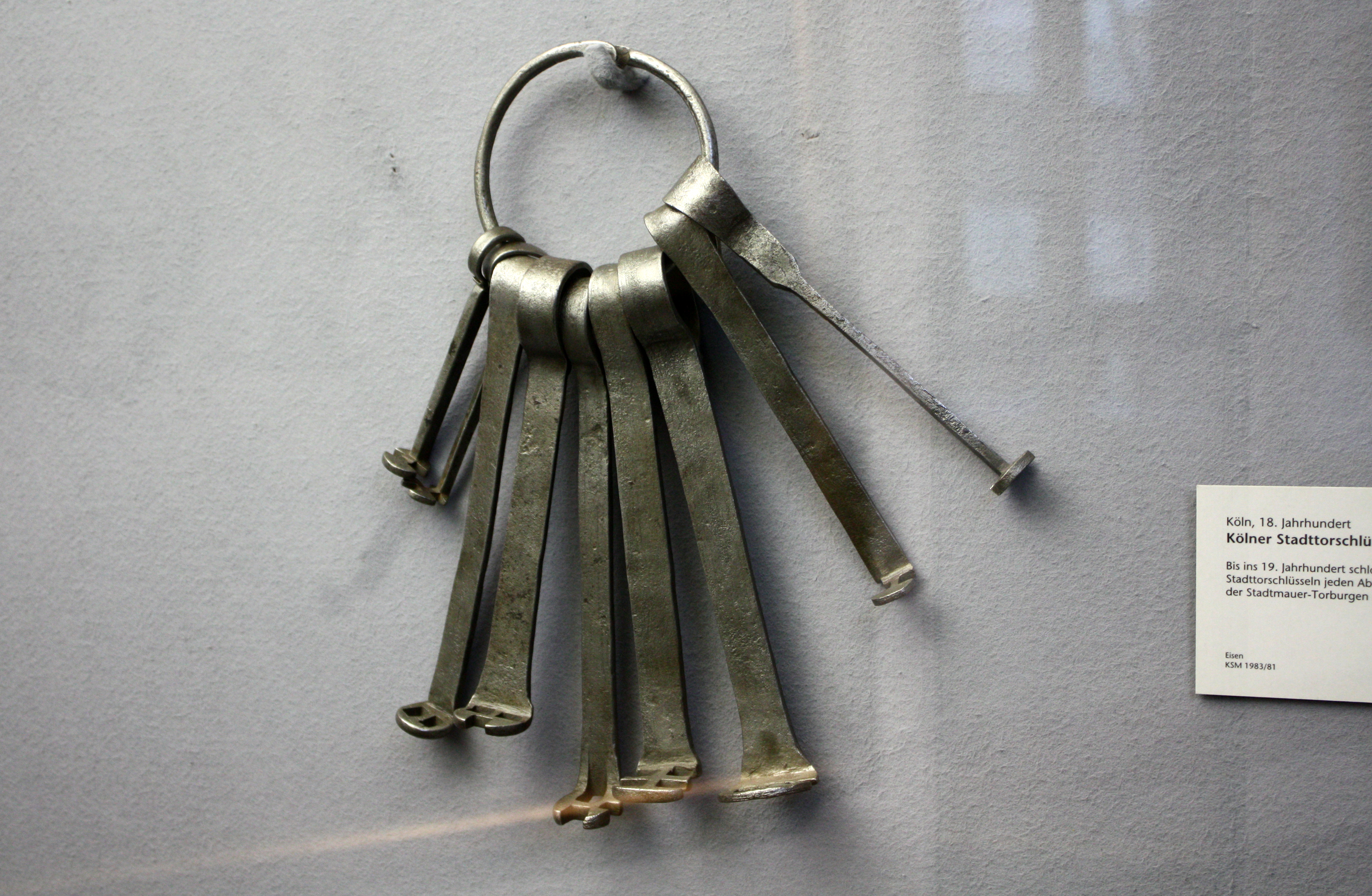
Stadttorschlüssel 18. Jahrhundert

- Kahlenhaus(en)er oder Judenpforte (Straße nach Kleve; kleines Doppelturmtor mit feldseitig links Viereck-, rechts Rundturm, hurdenbedeckt, um 1530 zugemauert),
- Eigelsteintorburg (nach Xanten, Nijmegen), fünfstöckiges Doppelhalbturmtor, existiert heute noch,
- Gereonstor (nach Krefeld; ähnlich Eigelsteintor, Pechnasen unterhalb der Zinnen, stadtseitig links Vollrundturm, 14. Jahrhundert zugemauert (bis 1870), Gefängnis),
- Friesentor (nach Venlo), fünfstöckiger asymmetrischer Sechskantzentralbau, zweistöckiger Rechteckaufbau (sechs Etagen), einziges Tor seiner Art
- Ehrentor (nach Maastricht), siebenstöckiger Achteckzentralturm und feldseitige Eckwarten, ähnlich dem Severinstor
- Hahnentor (nach Aachen), ähnlich Eigelsteintor mit eingezogenen Halbrundturmetagen, existiert heute noch,
- Schaafentor (nach Malmedy, Lüttich), ähnlich Eigelsteintor
- Weyertor (nach Luxemburg, Trier), fünfstöckiges Doppelhalbturmtor, zweistöckiger Aufbau (insgesamt sechs Stockwerke)
- Bachtor (in die Eifel, ähnlich Weyertor, vor 1572 zugemauert, seit 1730 mit 30 m hoher Pantaleonswindmühle),
- Pantaleonstor (in die Eifel, ähnlich Weyertor, vor 1572 zugemauert, 1843 für die Bonn-Cölner Eisenbahn-Gesellschaft wieder geöffnet),
- Ulrepforte (seit dem 15. Jahrhundert mit Karthäuser (Turmwindmühle), zugemauert, da seit 14. Jahrhundert keine Straßenanbindung), existiert heute noch,
- Severinstor (nach Bonn); siebenstöckiger Sechskantzentralturm und feldseitiger Zinnengalerie, später Eckwarten, existiert heute noch.

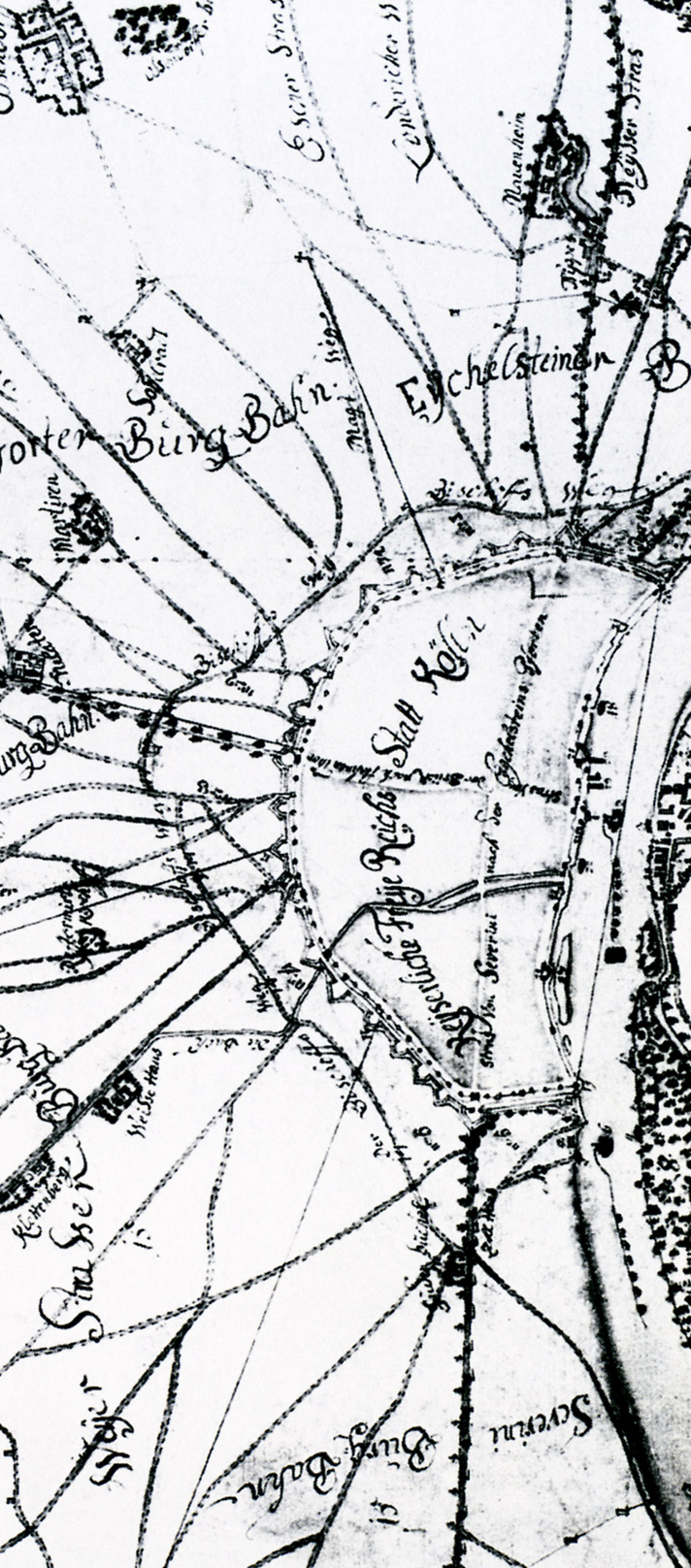
Der Bischofsweg und Stadtmauer, Schweidkarte des Abraham Hogenberg aus 1609

Alle Torburgen (ausgenommen die Kahlenhaus(en)er Pforte, die Hurden, überdachte Holzgalerien, ähnlich einem Wehrgang, auf den Dachplattformen des feldseitig linken, rechteckigen und rechten runden Torturm trug) hatten offene, zinnenbewehrte Verteidigungsplattformen als Dach auf dem Zentralbau, den Halbrundtürmen und den Aufsätzen.
- Sieben der Tore waren große Doppelhalbrundturmtorburgen: das Eigelsteintor (mit nach oben leicht eingezogenen Halbrundturmetagen), das ähnlich gebaute Gereonstor (mit gleichartigen Stockwerken, jedoch mit Pechnasen unterhalb der Zinnen und stadtseitig rundem linken Flankenturm), das Hahnentor und das Schaafentor hatten alle einen gleich hohen, rechteckigen, stadtseitig über die Halbrundtürme weit herauskragenden Zentralbau, zinnenbewehrte Dachplattform mit Zugangstürmchen, dann das Weyertor, Bachtor und Pantaleonstor mit fünfstöckigen Halbrundtürmen, aber sechsstöckigem rechteckigem Mittelbau (mit zinnenbewehrten Dachplattformen und Zugangstürmchen);
- Zwei Tore waren große Turmtorburgen mit zentralem, mehreckigem siebenstöckigem Turmaufbau (vierstöckig über der Grundmauer), das Ehrentor mit symmetrischem Achteckturm und feldseitig zwei zinnenbewehrten Eckwarten, später einseitig (rechts) überdacht, und das Severinstor mit asymmetrischem Sechseckturm (feldseitig viereckig, stadtseitig flach) und feldseitig zinnenbewehrter Galerie, später zu zwei Eckwarten umgebaut und dann überdacht;
- Ein Tor, das Friesentor, war eine große Turmtorburg ohne Eckwarten oder Halbrundtürmen, mit fünfstöckigem (inkl. Plattform), asymmetrisch sechseckigem Zentralbau (feldseitig viereckig) und zweistöckigem rechteckigem Aufbau mit Zinnenplattform, stadt- und feldseitig bündig – einziges Tor dieser Bauart mit 1686 angesetztem feldseitigen Bollwerk.
- Zwei Tore waren kleinere Doppelturmpforten, die Kahlhausener Pforte und die Ulrepforte (Töpfertor). Letztere sei nur wegen der Vollständigkeit der Zahl „12“ errichtet worden und hatte ab dem 14. Jahrhundert keine Straßenanbindung nach draußen (außer Feldwegen).

Bereits im Mittelalter und beginnender Neuzeit wurden einige Tore landseitig und rheinseitig zugemauert: im 14. Jahrhundert das Gereonstor verriegelt und stadtseitig zugemauert (bis 1877), es diente als Kölns gefürchtetes Gefängnis, 1585 das Pantaleonstor mit für eine Zeitlang offengelassenem Fußgängerzugang und die Judenpforte, 1528 das Bachtor (mit im feldseitig linken Turm eingelassenen Zugang und Vorbauten) und das Schafentor (mit kleinem Durchlass), etwas später etliche Rheintore (Frankentor, Neugassentor, später auch die Fischpforte); weiteren Veränderungen im 16. und 17. Jahrhundert fielen das Schafentor, Bachtor, Weyertor, Pantaleonstor, Friesentor und Ehrentor anheim. Das Bachtor wurden auf vier Stockwerke reduziert (inkl. Dach, einstöckig über Grundmauer), die Zinnen entfernt und mit Kegel- und zentralem Walmdach versehen, Weyer-, Schaafen- und Pantaleonstor mit ihrem erhöhten Zentralbau erfuhren dieselbe Veränderung und verblieben mit fünf Stockwerken inklusive Kegel- und Walmdach, das Bachtor erhielt 1730 einen stadtseitig auf den Zentralbausockel aufgesetzten 30 m hohen konischen Mühlenturm mit Galerie – Deutschlands bisher höchste Turmwindmühle, eine Lohmühle namens Neumühle oder Pantaleonsmühle. Friesentor und Ehrentor (um eine Etage reduziert) wurden mit „passenden“ Dächern nach Abbau der Zinnen am Zentralturm versehen. So hatten von den Stadttoren bis ins 19. Jahrhundert nur das Eigelsteintor, das Gereonstor (im 19. Jahrhundert wieder eröffnet), das Hahnentor, die Ulrepforte und das Severinstor ihr ursprüngliches Aussehen weitgehend bewahrt.
Ursprünglich existierte vor der Mauer der Graben (~15 m breit, 4 m tief), ein Gürtel von Bäumen säumte den Bischofsweg genannten Grenzpfad in einigem Abstand zum Graben.
Im Mittelalter wurden die Tore, Märkte und Türme in den Urkunden und Karten mit lateinischen Namen versehen: Kahlenhauser Pforte – „Porta Calenausensis“, Eigelsteintor – „Nova Porta Eigelis“ und „Antiqua Porta Eigelis“ (altes Eigelsteintor der 2. Stadterweiterung)“, Gereonstor – „Porta Sancti Gereonis“, Friesentor – „Porta Frisorum“, Ehrentor – „Porta Aerea“ (eigentl. Erztor), Hahnentor – „Porta Hanonis, Schafentor – „Porta Ovum“, Weyertor – „Porta Piscinae“, Bachtor – „Porta Rivi“, Pantaleonstor – „Porta Sancti Pantaleonis“, Severinstor – „Porta Sancti Severini“, Heumarkt – „Forum feni“, Neumarkt – „Forum novum“.
Zwei Tore und ein Turm wurden zu Windmühlen umgebaut: die Ulrepforte erhielt die Karthäuser Mühle um 1450, die Gereonsmühle entstand auf einem Wehrturm gegen 1400, und die über 30 m hohe Pantaleonsmühle (höchste Windmühle Deutschlands) wurde 1730 dem Bachtor aufgesetzt. Um 1400 wurde Kölns erste Windmühle, eine Bockmühle, auf dem Neumarkt aufgestellt, die später durch eine Bruchsteinturmwindmühle mit vier Böden ersetzt und 1741 abgerissen wurde. Die Bottmühle wurde auf einer Plattform des Severinswalls von 1584 – der Bott – zwischen Severinstor und Bayenturm erbaut – zuerst 1587 als hölzerne (Bockwindmühle), dann als steinerne Turmmühle im Jahre 1678.

## Erweiterungen im 19. Jahrhundert
Zu den Befestigungen aus Preußischer Zeit (1814–1918) siehe Artikel Festungsring Köln.

## Abriss der Mauer
Dem Abbruch der mittelalterlichen Stadtmauer ab 1881 fielen Pantaleons-, Bach-, Weyer-, Schaafen-, Ehren-, Friesen-, Gereonstor und die Kahlenhauser Pforte zum Opfer, dazu die nördliche Kunibertsfeste (mit Kunibertsturm und Kunibertstor) und alle Rheintore.

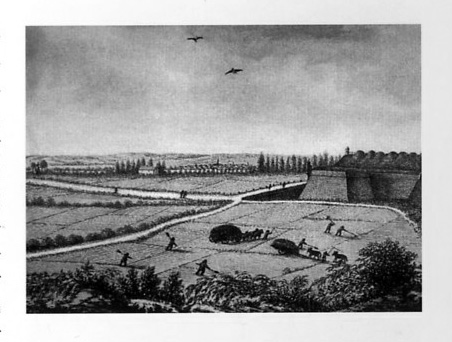
Vorgelände der Bastion des Eigelsteintores 18. Jahrhundert
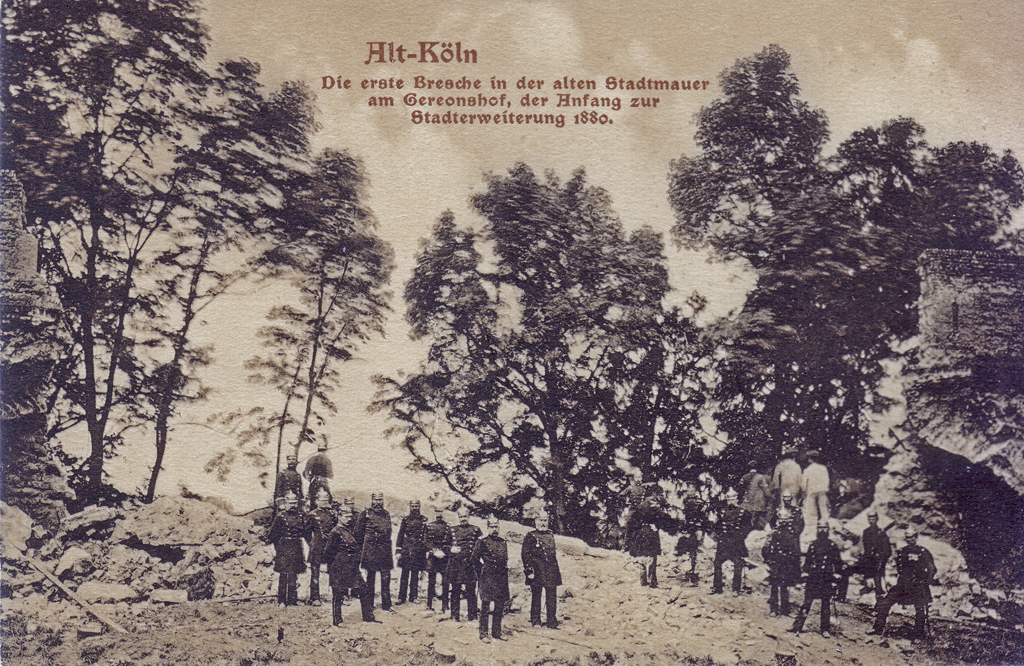
Die erste Bresche in der Stadtmauer am Gereonshof, Anfang 1880
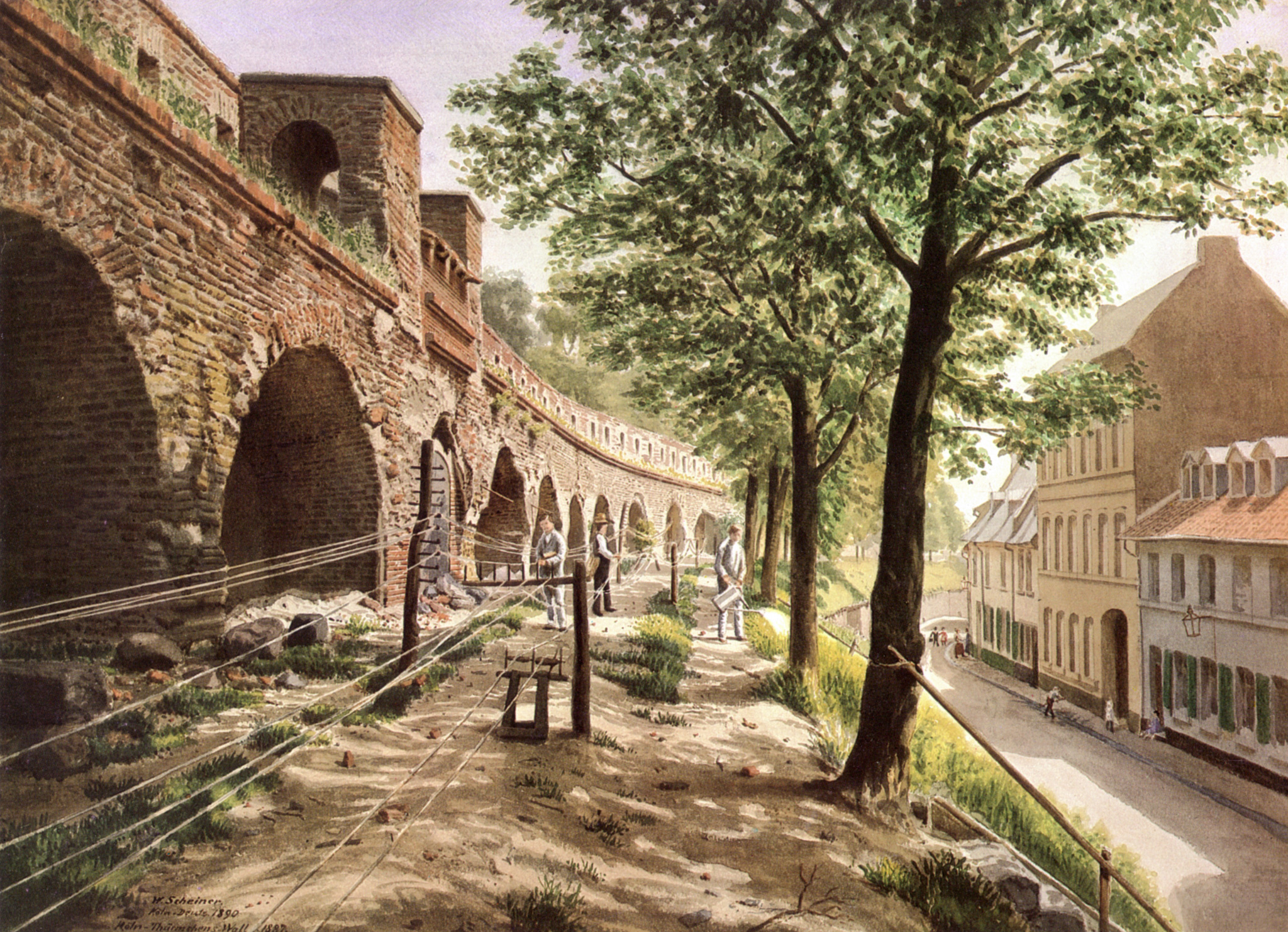
Stadtmauer am Türmchenswall im Jahre 1887
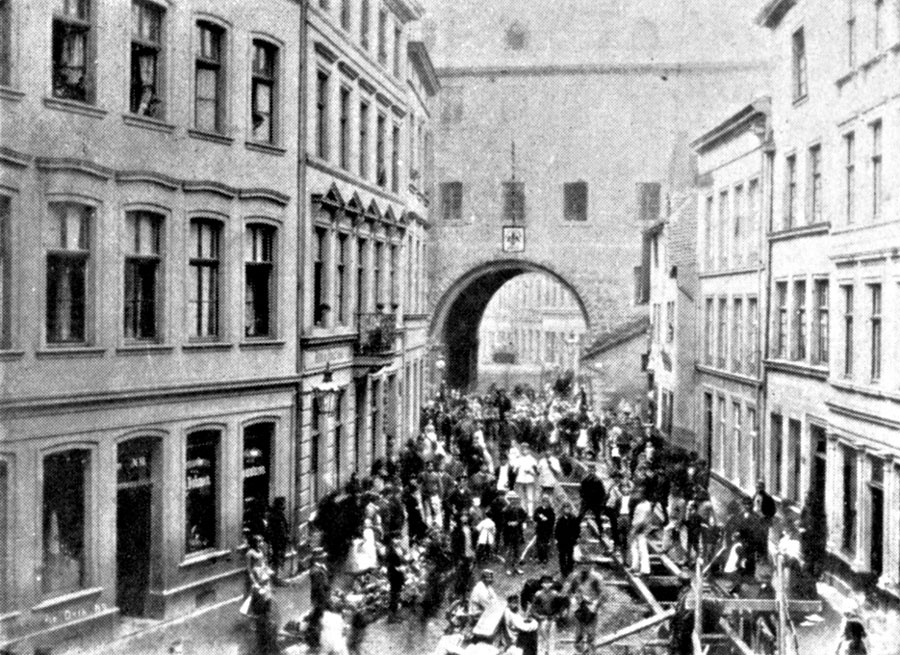
Weyertor um 1886, Abbruch 1889

## Die Stadtmauer heute

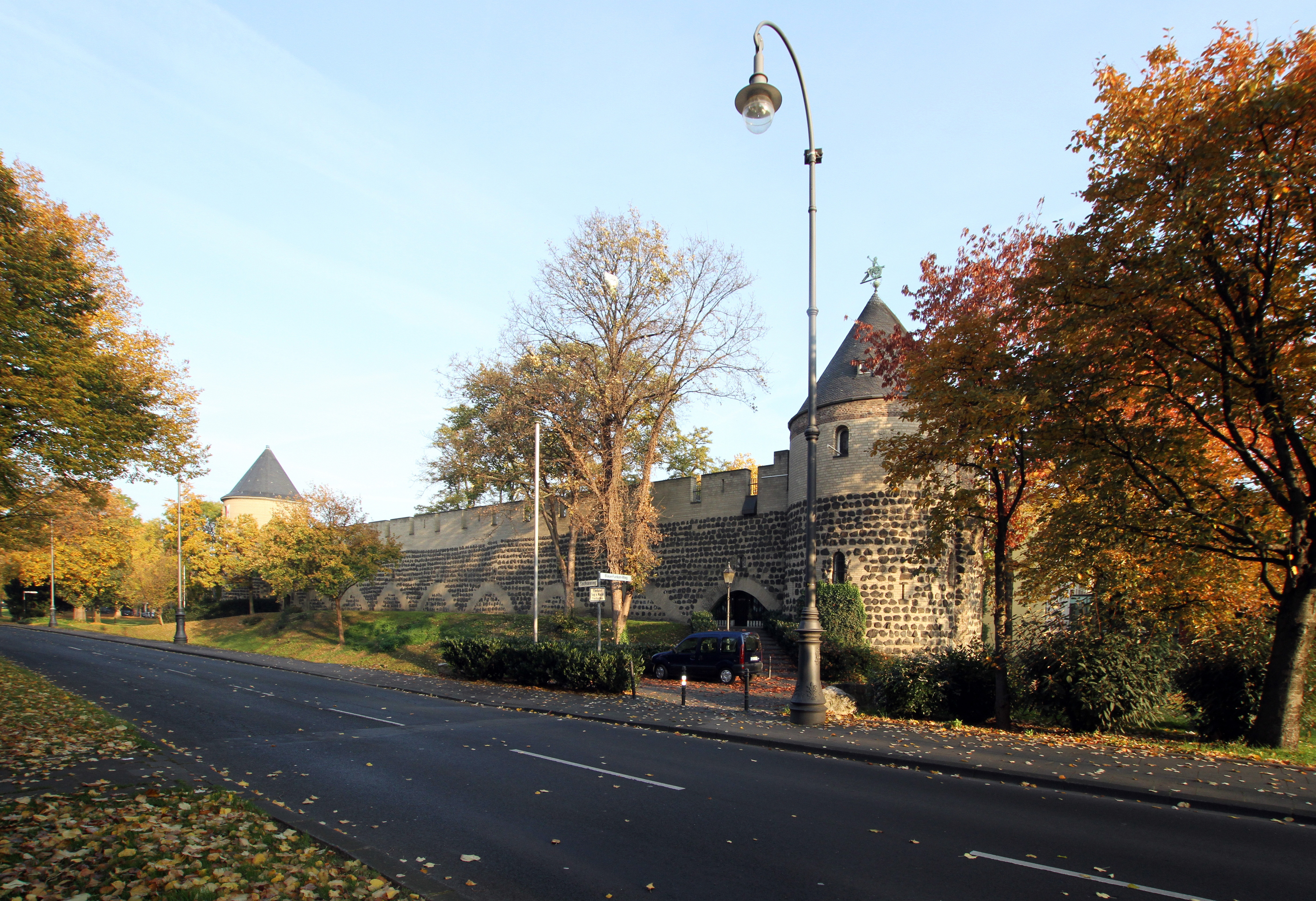
Stadtmauer am Sachsenring

Erhalten verblieben von den 12 großen Toren nur die nördliche Eigelsteintorburg, die westliche Hahnentorburg, die Ulrepforte samt der Stadtmauer am Sachsenring und die südliche Severinstorburg. Weitere erhaltene Teilstücke sind die Bottmühle, der Bayenturm (nach dem Zweiten Weltkrieg neu aufgebaut), die Stadtmauer am Hansaring und das „Thürmchen“, die sogenannte Weckschnapp.
Die rheinseitige Stadtmauer ist durch die Umbauten des 19. Jahrhunderts bis auf das „Thürmchen“ (errichtet im 14. Jahrhundert als Teil der mittelalterlichen Kunibertsfeste) und den Bogen einer Pforte am Leystapel vollständig verschwunden.
Beim Bau des Gerling Ring-Karrees am Friesenplatz wurde die Grabenfangmauer aufgedeckt und zum größten Teil in der Tiefgarage erhalten.
Um die Reste der Kölner Stadtbefestigungen von den Römern bis zu den Preußen kümmert sich der Kölner Verein Fortis Colonia. Am 7. September 2017 wurde der „Förderverein Römische Stadtmauer Köln“ gegründet, dessen Ziel die Erhaltung der verbliebenen Mauersubstanz ist, da die Stadt Köln kein Budget zur Restaurierung auswies.
Die Kölner Stadtmauer wird auch im Zinnenkranz der Krone der Jungfrau des Kölner Dreigestirns symbolisiert.